# Geschichte der Zeitungen der Vereinigten Staaten
Die Geschichte der Zeitungen der Vereinigten Staaten beginnt am 25. September 1690, als Richard Pierce und Benjamin Harris erstmals eine koloniale Zeitung mit dem Titel Publick Occurrences: Both Foreign and Domestick (etwa: „Öffentliche Begebenheiten aus dem Aus- und Inland“) in Boston herausgaben. Ihre Auflage lag bei 100 bis 200 Exemplaren und sie war nur einen Tag erhältlich. Danach wurde sie von den Britischen Kolonialbehörden verboten. Erst 14 Jahre später erfolgte mit der Boston News-Letter (erschienen 1704–1776) die zweite Zeitungsgründung in den britischen Kolonien Nordamerikas. Weitere Zeitungspublikationen folgten und verbreiteten sich rasch im ganzen Land. Innerhalb von 50 Jahren wurden in mehreren großen amerikanischen Städten Zeitungen herausgegeben.

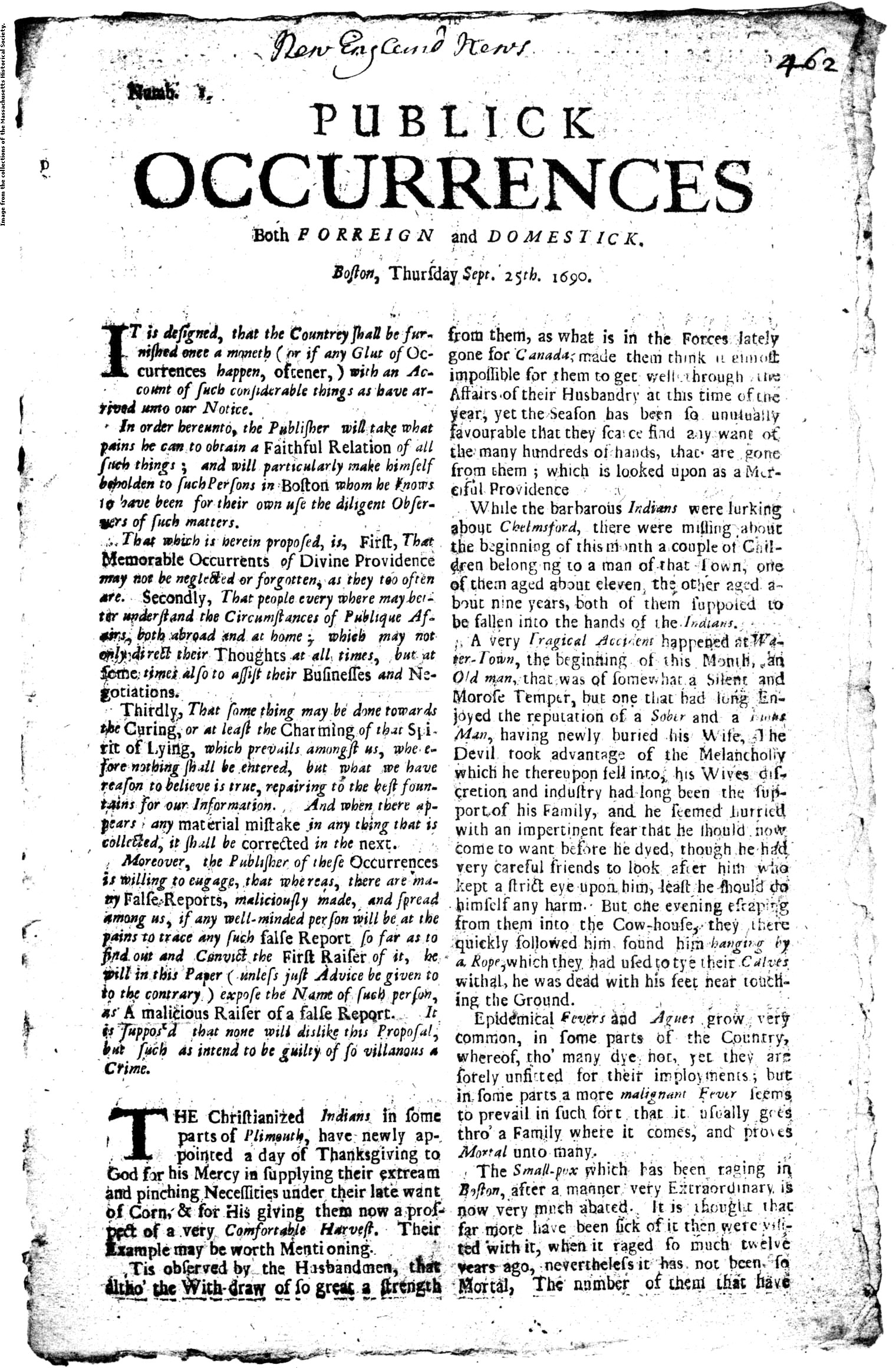
Die erste amerikanische Zeitung: Publick Occurrences, Both Foreign and Domestick (25. September 1690)

Die meisten amerikanischen Zeitungen in den Jahren bis zur Amerikanischen Revolution vertraten etwas, das die Welt noch nie gesehen hatte: eine Presse – bis zur anspruchsvollen Verpflichtung, selbst staatliche Einrichtungen und Behörden zu stürzen. Historiker bezeichnen heute den Prozess gegen John Peter Zenger wegen aufrührerischer Verleumdung im Jahre 1735 als den Beginn der freien Presse in Amerika. Nach dem Unabhängigkeitskrieg (1775–1783) fand der Gedanke einer „freien Presse“ Eingang in die „Bill of Rights“, den ersten zehn Zusatzartikeln der US-Verfassung. Dies führte dazu, dass sich während der nächsten 200 Jahre eine freie Presse in den Vereinigten Staaten entwickeln konnte.
Die Printmedien in den USA, die breite Informationsmöglichkeiten bieten, die sowohl meinungs- als auch wertebildend wirken, spielen eine wichtige Rolle in der amerikanischen Gesellschaft. Gemäß einer Umfrage durch Readership Institute verbringt jeder US-Bürger pro Tag etwas mehr als 28 Minuten mit dem lesen von Zeitungen und 81,2 % der Amerikaner lesen während einer 7-Tage-Woche eine Zeitung (Stand 2002). Bis zu Beginn des 20. Jahrhunderts hatten die Printmedien in den Vereinigten Staaten eine Monopolstellung (das Radio und Radiostationen verbreiteten sich erst in den 1920er Jahren in den USA; am 2. November 1929 nahm als erstes Aktualitätenkino der Welt das Embassy am Broadway in New York seinen Betrieb auf.).

## Kolonialzeitungen 1704–1775
Die Entwicklung der Kolonialpresse stimmt mit einem Zeitraum überein, der häufig als eng provinziell in der amerikanischen Literatur angesehen wird und dessen geistiges Klima von verschiedenen Faktoren bestimmt wurde. Zum einen war der Puritanismus noch vorherrschend, zum anderen erlebte die Aufklärung bereits einen Höhepunkt und die amerikanische freiheitliche Gesellschaftsordnung bildete sich heraus. Im 17. Jahrhundert waren viele Puritaner von England in die britischen Kolonien nach Nordamerika emigriert, so dass zu dieser Zeit der Puritanismus dort zur bestimmenden Religion wurde.
Diese Beschränkungen in der kolonialen Sicht hatte mehrere markante Auswirkungen auf den frühen Journalismus bis 1750. Der Mangel an Nachrichten zwang den redaktionellen Geist zu erfinderischen, ja kreativen Leistungen. Während der langen Wintermonate blieben die europäischen Nachrichten völlig aus, wodurch die interkoloniale Kommunikation nur unregelmäßig und unsystematisch stattfand. Eine Kritik an der Regierung in politischen Leitartikeln bedeutete eine offizielle Untersuchung, deren Folge die erzwungene Einstellung der Zeitung war, wenn man nicht einem Prozess wegen Verleumdung riskieren wollte. Zudem hatte die Öffentlichkeit schon genug religiöse Ermahnungen von der Kanzel gehört und über die fatalen Folgen der unbiblischen Lehre, oder Betrachtungen gegen die Sünde in Broschüren gelesen.

### The Boston News-Letter
Nach dem Verbot der Publick Occurrences Both Foreign and Domestick im September 1690 durch die Britischen Kolonialbehörden, wurde erstmals am 24. April 1704 die Boston News-Letter in einer begrenzten Auflage von 300 Exemplaren veröffentlicht. Von der britischen Regierung subventioniert, war sie die erste kontinuierlich erscheinende Zeitung in den britischen Kolonien Nordamerikas.
In der Geschichte des kolonialen Massachusetts spielte die Religion eine zentrale Rolle. Sie beeinflusste die gesellschaftlichen und politischen Verhältnisse und sie bildete die Grundlage für einen Großteil der dynamischen Spannungen zwischen der Regierung und der Presse. Dieser Umstand übte einen starken Druck auf die Art der Boston News-Letter und ihrem Herausgeber John Campbell aus. Er sah es als seine Verpflichtung an, diese Zeitung zu veröffentlichen. Wäre nicht das Gefühl der Pflicht gewesen, hätte die Konfrontation mit der armseligen finanziellen Unterstützung und anderen Schwierigkeiten die frühe Aufgabe der Zeitung zur Folge gehabt.

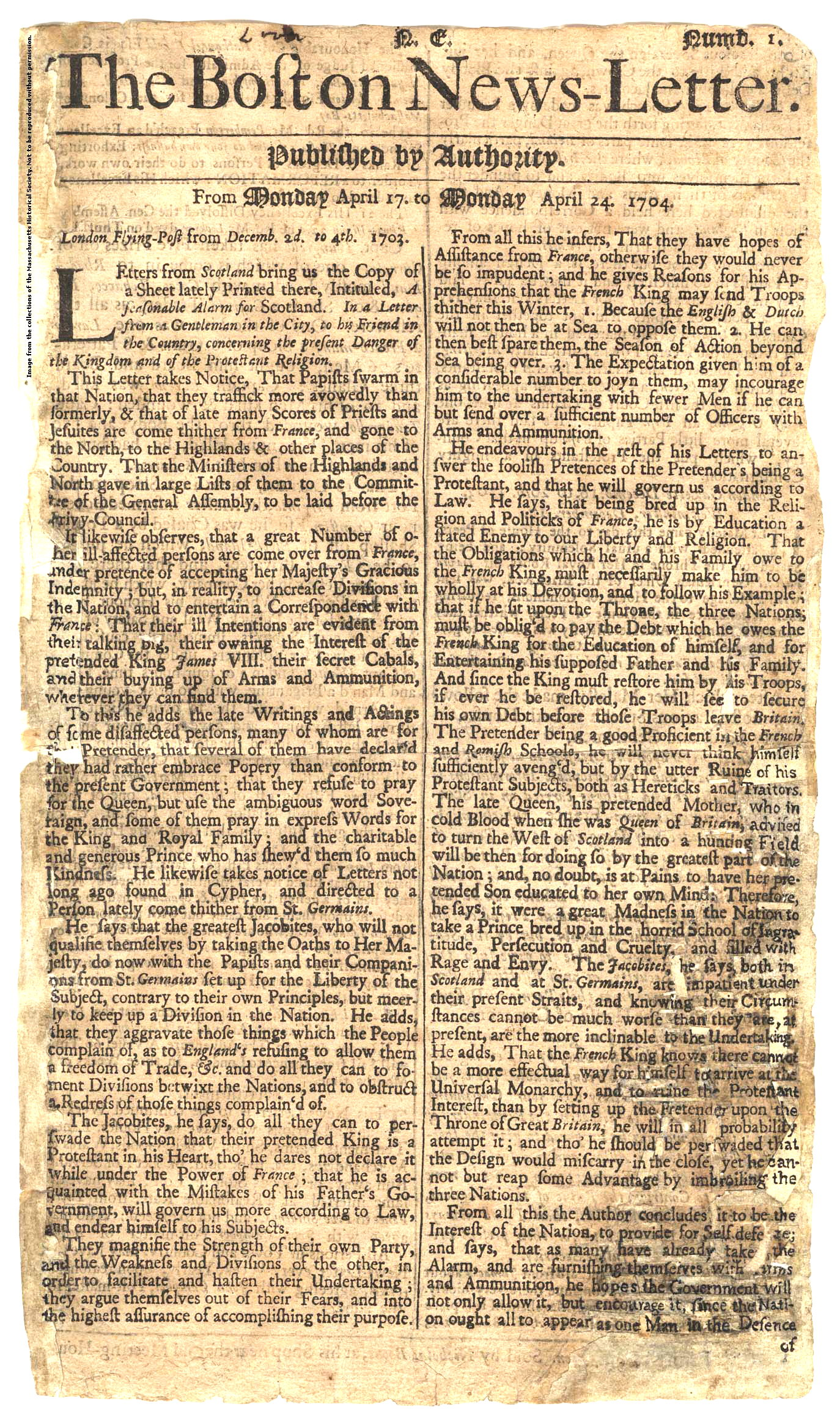
Der Boston News Letter für die Woche von 17. bis zum 24. April 1704

John Campbell, ein Antiquar und Postamtsvorsteher von Boston, war Herausgeber und der erste Redakteur der Boston News-Letter. Wöchentlich veröffentlichte er ein Blatt – eine einzelne Seite, zweispaltig und auf beiden Seiten bedruckt. Sie war in erster Linie mit kurzen Nachrichten, Dokumente und Essays vor allem aus britischen und europäischen Zeitungen aufgefüllt. Die Londoner Flying Post und London Gazette wurden am häufigsten als Nachrichtenquelle verwendet. Campbell, durch seine Position als Postamtsvorsteher, sah seine Aufgabe in der Veröffentlichung von quasi offiziellen Berichten in Form einer Zeitung als eine formale, chronologische Aufzeichnung von Nachrichten. Er sah sich nicht als ein unabhängiger Redakteur, dessen Aufgabe darin bestand, Maßnahmen der Regierung zu prüfen oder Probleme zu analysieren oder kontroverse Artikel zu verfassen. Durch die Freundschaft mit Gouverneur Dudley sowie gelegentliche Zahlungen staatlicher Subventionen war es nur natürlich, dass eine einseitige Berichterstattung zu Gunsten der Kolonialregierung stattfand. Dieser Umstand brachte der Boston News-Letter bei der Bevölkerung und den politischen Gegnern der Kolonialregierung eine geringe Wertschätzung ein, was sich in einem Rückgang der Auflage niederschlug.
Die Situation verschlechterte sich 1718, als John Campbell durch William Brooker als Postamtsvorsteher ersetzt wurde. Campbells Philosophie, die Zeitung wie ein Amtsblatt zu verwalten, hatte bei seinem Nachfolger zu der Annahme geführt, dass die Zeitung ein Bestandteil der Position des Postamtsvorsteher war. Campbell weigerte sich jedoch die Zeitung an Brooker abzugeben, worauf dieser ihm die Nutzung der Frankiermaschine für den kostenlosen Versand an die Abonnenten verweigerte. Dadurch waren einige Leser nicht mehr in der Lage die Boston News-Letter zu erhalten und die Kolonialregierung war ihrer Zeitschrift beraubt. Bedingt durch die Streitereien, beschloss William Brooker eine neue Zeitung, die Boston Gazette herauszugeben.
Im Jahre 1722 übergab John Campbell die Führung der Zeitung an seinem Drucker Bartholomäus Green. Durch diesen Wechsel änderte sich auch der Schwerpunkt der Berichterstattung, von weniger Überseeveranstaltungen zu mehr inländische Nachrichten. Nach seinem Tod 1732 übernahm der Drucker John Draper die Herausgabe und Redaktionsleitung der Boston News-Letter. Er erweiterte die Ausgabe auf vier Seiten und füllte sie mit Nachrichten aus Boston und andere Städte in den Kolonien. Trotz dieser Veränderungen blieb die Boston News-Letter bis zu ihrer Einstellung 1776 das Sprachrohr für den Gouverneur und den Loyalisten.

### Boston Gazette
Die Boston Gazette war eine wöchentlich herausgegebene Zeitung in Boston, Massachusetts. Sie wurde erstmals am 12. Dezember 1719 durch William Brooker veröffentlicht, als Konkurrenz zu den Boston News Letter. 1741 übernahm die Boston Gazette komplett das New-England Weekly Journal mitsamt deren Mitarbeitern.
Nach der Revolution verlor die Zeitung, durch Änderungen in ihrer Ausdrucksweise und der politischen Einstellung, einen großen Teil ihrer Abonnenten. Die Boston Gazette kämpfte erbittert gegen die Verabschiedung der Verfassung der Vereinigten Staaten und gegen die Regierung von Washington. Sie sank in der Volksgunst und verlor an Macht, wodurch das Interesse an dem Blatt nachließ. Nach einem langen Kampf wurde die Boston Gazette 1798 wegen Mangel an Unterstützung eingestellt.

### New-England Courant

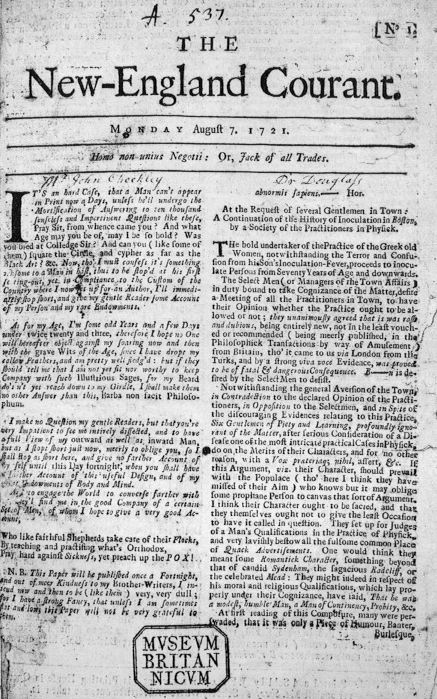
The New-England Courant bestand aus einem einzigen Blatt Papier, das beidseitig bedruckt war.

Das erste Mitteilungsblatt wurde von James Franklin, dem älteren Bruder Benjamin Franklins, herausgebracht. Es bestand aus einer verstümmelten Masse von rund sechs Monaten veralteten Artikeln, die den Gazetten und anderen öffentlichen Drucke aus London entnommen waren. James Franklin wurde durch eine Reihe von angesehenen Freunden ermutigt, eine Zeitung in einer anderen Aufmachung zu verbreiten, als der zur Zeit vertriebenen Blätter. Daraufhin veröffentlichte er 1721, als die Wirtschaftlichkeit einer dritten Zeitung in Boston zweifelhaft war, auf eigenes Risiko den New-England Courant. Diese angesehenen Freunde wurden als der Hellfire Club bekannt, ein literarischer Kreis, der in Boston gebildet wurde. Vor Erscheinung des New-England Courant hatten die Zeitungen nur wenige Sätze des redaktionellen Kommentars am Ende eines Artikels. James Franklin löste sich von dieser Praxis und schrieb mehr Leitartikel. Ihm gelang zusammen mit seinem Hellfire Club die Veröffentlichung einer Zeitung mit „verschiedenen Themenbereichen“, die ein allgemeines Interesse ansprach. Obwohl sie damit die Orthodoxie Neu Englands schockierten, erwies sie sich als eine äußerst unterhaltsame Zeitung und begründete eine Art literarisches Vorbild.
Anstelle langweiliger Bekanntmachungen der Provinzparlamente schrieb der James Franklin’s Club auf der Vorderseite des New-England Courant Essays und satirische Briefe, nach der Art des Londoner Spectator. Mit dieser originellen Methode erreichte der New-England Courant viele Leser, da es zu diesem Zeitpunkt nicht einmal in der Harvard Bibliothek Exemplare von Joseph Addison oder Richard Steele gab. Jonathan Swift, Alexander Pope, Matthew Prior und auch John Dryden wurden vergeblich gesucht. John Milton selbst war wenig in der Hochburg des Puritanismus bekannt, aber die Druckerei von James Franklin hatte Shakespeare, Milton, Addison, Steele, Cowley, Butlers Hudibras, und A Tale of a Tub in ihren Buchregalen. Alles wurde in der Redaktion des Herausgebers gelesen und verwendet, aber der Spectator und seine Art wurden das eigentliche Modell für den neuen Journalismus. Als Ergebnis sah die Vorderseite des New-England Courant wie eine gewöhnliche Spectator-Seite aus. Nach dem formalen einleitenden Aufsatz über allgemeine Themen wie Eifer, Heuchelei, Ehre oder Zufriedenheit, füllten humorvolle Essays von imaginären Korrespondenten den Rest der Titelseite. Manchmal wurde eine komplette Seite des Spectators, ohne den Versuch einer Umschreibung, in die New-England Courant eingefügt.
James jüngerer Bruder Benjamin Franklin arbeitete als Schriftsetzer in der Druckerei des New-England Courant und verkaufte auch die Zeitung auf den Straßen. Viele Freunde von James Franklin schrieben Artikel für die Zeitung und der 16-jährige Benjamin wollte das Gleiche tun. Jeglicher Versuch, einen Beitrag für den New-England Courant zu schreiben, wurde durch seinen Bruder unterbunden. So schrieb er unter dem fiktiven Namen Silence Dogood als Witwe im mittleren Alter 14 Briefe zu den unterschiedlichsten Themen der Zeit, die im Courant veröffentlicht wurden. Benjamin Franklin modellierte den Stil der Briefe nach Joseph Addison und Richard Steeles Spectator.
Der New-England Courant bewegte sich immer gefährlich nah an der Grenze der noch zugelassenen Berichterstattung und hatte außerdem eine dauerhafte Fehde mit dem Postamtsvorsteher von Boston. 1722 kam James Franklin wegen eines Artikels, der besonders großen Anstoß erregt hatte, für einen Monat ins Gefängnis. Daneben wurde ihm die Herausgabe der Zeitung untersagt; das Blatt erschien daher eine Weile unter Benjamins Namen. Wegen Differenzen mit seinem Bruder James in der redaktionellen Arbeit verließ Benjamin Franklin den New England Courant. Anschließend versuchte James den Courant zu halten, aber der ständige Kampf mit dem puritanischen Boston trug dazu bei, dass er nach der 255. Ausgabe vom 25. Juni 1726 den New-England Courant aufgab.
Der New-England Courant war eine der ältesten und die erste wirklich unabhängige amerikanische Zeitung. Ihr Sprachstil, mit korrekter Syntax und Grammatik, gab für die folgenden 100 Jahre oder mehr den Ton des amerikanischen Journalismus an. Mit einem Verkaufspreis von vier Pence pro Exemplar war sie auch die teuerste Zeitung der damaligen Zeit.

### Journalist Benjamin Franklin
Benjamin Franklins neuerer Journalismus erfüllte die Versprechungen, die in den Silence Dogood Briefen enthalten waren. Als Benjamin Franklin sich 1729 in Philadelphia niederließ, rühmte sich die Stadt mit zwei armseligen Nachrichtenblättern: Andrew Bradfords American Mercury und Keimers Universal Instructor in all Arts and Sciences, and Pennsylvania Gazette. Diese „Anweisungen in allen Künsten und Wissenschaften“ bestanden aus wöchentlichen Auszügen von A bis Z aus Chambers Universal Dictionary, gefolgt von den in Raten veröffentlichten frommen Umwerbung Defoes durch den Herausgeber. Als Franklin im Oktober 1729 den Universal Instructor… zusammen mit Hugh Meredith übernahm, beseitigte er sofort diese Art der Veröffentlichung, gleichzeitig wurde der lange Zeitungstitel auf The Pennsylvania Gazette gekürzt.

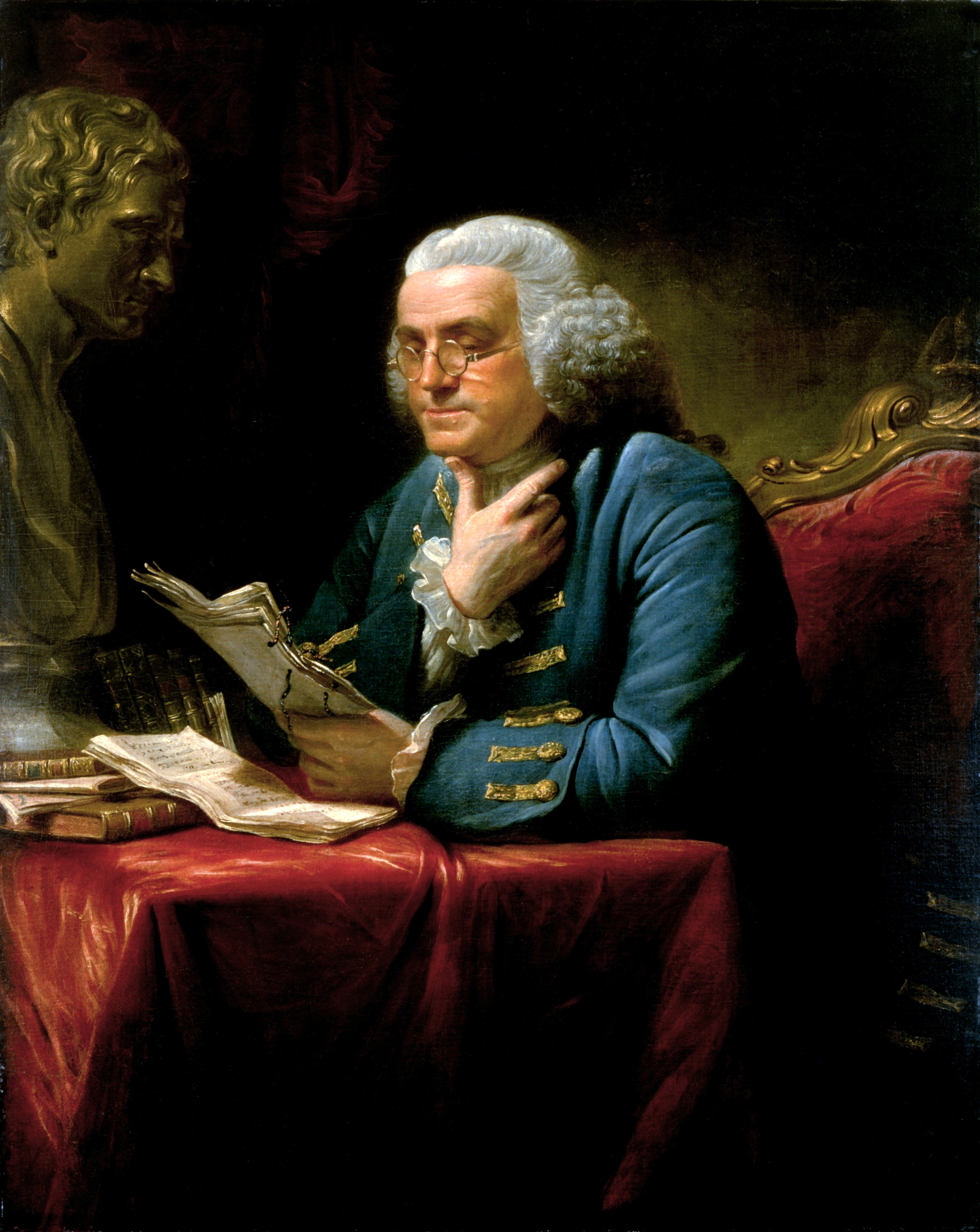
Benjamin Franklin 1767

Die Zeitung wurde bald Franklins charakteristisches Organ, das er frei für Satire, für das Spiel seines Esprits, sogar für bloßen Überfluss des Unfugs oder des Spaßes benutzte. Darüber hinaus hatte er eine außergewöhnliche Fähigkeit die Ereignisse klar und präzise zu beschreiben, statt der weitläufigen Geschichten, die man bisher in den Zeitungen finden konnte. Die brillanten kleinen Artikel, die Franklin für seine Pennsylvania Gazette schrieb, haben einen unvergänglichen Platz in der amerikanischen Literatur gefunden und gehören nichtsdestoweniger zum Kolonialjournalismus. Die zentrale Kraft hinter dem Franklin-Journalismus, war ein Gefühl der Verbesserung der Individuen durch die Verbesserung der Gesellschaft. Benjamin Franklins publizistische Schriften und moralische Lektionen über die Gefahren von Alkohol und über andere Themen, zeigen einen tiefen und bleibenden Glauben an die Macht der Presse, die Öffentlichkeit über aktuelle Themen aufzuklären. Die Themen waren oft mit Humor gewürzt, manchmal aber auch mit einem Rückgriff auf dramatische Effekthascherei.
Am 9. Mai 1754 veröffentlichte die Pennsylvania Gazette die erste politische Karikatur „Join or Die“. Diese Karikatur wurde von Benjamin Franklin erstellt und stellt die älteste bekannte bildliche Darstellung der kolonialen Union dar. Dieser Holzschnitt, hergestellt durch Britische Kolonisten in Amerika, zeigt eine Schlange in acht abgetrennten Teilen, wobei jedes Segment mit den Initialen der britischen Kolonien Neu England beschriftet war. Neu England wurde nur als ein Segment dargestellt, statt der vier Kolonien die zu diesem Zeitpunkt vertreten waren. Darüber hinaus wurden Delaware und Georgia komplett weggelassen, sodass anstelle der traditionellen 13 Kolonien nur acht Segmente der Schlange abgebildet sind. Die Karikatur erschien zusammen mit dem Franklin-Artikel über den „zersplitterten Zustand“ der Kolonien, der ebenfalls seinen Standpunkt über die Bedeutung der kolonialen Einheit darlegte. Zu dieser Zeit gab es einen Aberglauben, dass eine zerstückelte Schlange das Leben zurückbekommt, wenn die Stücke vor dem Sonnenuntergang wieder zusammengesetzt werden.
Franklins Gazette wurde von 1728 bis 1815 herausgegeben und wurde von dem Journalismushistoriker Edwin Emery und Michael Emery als die „beste Zeitung in den amerikanischen Kolonien“ bezeichnet, die Pennsylvania Gazette hatte „die größte Verbreitung, die meisten Seiten, die höchsten Werbeeinnahmen, die meisten Themenbereiche und die lebendigsten Kommentare von den Zeitungen in dieser Region“. 1821 wurde die Saturday Evening Post herausgegeben, die aus der Pennsylvania Gazette hervorgegangen ist.

### South Carolina Gazette
Franklins Einfluss im Journalismus war nicht auf Pennsylvania beschränkt. Er unterstützte junge Druckergesellen bei der Schaffung von Zeitungen in den anderen Kolonien. Thomas Whitemarsh, zum Beispiel, ging 1732 nach Charlestown (heute Charleston), South Carolina, um als Franklins Partner die South Carolina Gazette herauszugeben. Sie war die erste erfolgreiche Zeitung in South Carolina. Natürlich füllte Whitemarsh seiner Titelseite mit von Franklin vorgeschlagenen Essays, manchmal auch vom The Spectator abgedruckt. 1734, nach dem Tod von Whitemarsh, übernahm ein weiterer ehemaliger Drucker von Benjamin Franklin, Timothy Lewis, die South Carolina Gazette und leitete sie bis zu seinem Unfalltod im Jahr 1738. Seine Witwe Elizabeth leitete sowohl die Zeitung als auch die Druckerei weiter, bis ihr Sohn Peter alt genug war, um das Unternehmen weiterzuführen. Die South Carolina Gazette brachte gedruckte Nachrichten von Europa und aus den Kolonien, Bekanntmachungen von Geburten, Todesfälle, Hochzeiten, Immobilien und Auktionen, getragen durch Werbung, einschließlich derjenigen für entlaufene Sklaven. Ihre letzte Ausgabe wurde im Dezember 1775 herausgegeben.

### Virginia Gazette
Im Jahre 1727 hatte der englische Drucker William Parks die Maryland Gazette in Annapolis gegründet, die erstmals die Gesetze der Kolonie Maryland und die Beschlüsse ihrer Legislative druckte. 1728 gelang es Parks, auch das Parlament der Kolonie Virginia von der Notwendigkeit zu überzeugen, seine Beschlüsse zu veröffentlichen. Daraufhin reiste er 1729 nach England um eine zweite Druckpresse zu erwerben und ließ sich nach seiner Rückkehr dauerhaft in Williamsburg, der damaligen Hauptstadt Virginias, nieder. Seine Druckerei in Annapolis überließ er der Aufsicht seines Gehilfen Edmund Hall.
Am 6. August 1736 veröffentlichte William Parks die erste Ausgabe der Virginia Gazette. Sie war die erste Zeitung in Virginia und die zweite Zeitung, die in dem Gebiet südlich des Potomac River, nach der South Carolina Gazette veröffentlicht wurde. Mit einem Umfang von vier Seiten druckte Parks vor allem Nachrichten aus aller Welt, die ihn und seinen Bekanntenkreis auf dem Briefweg erreichten. Ereignisse aus Virginia waren eher selten Gegenstand der Berichterstattung. Gelegentlich war ein entlaufener Sklave oder ein gestohlenes Pferd eine Meldung wert. Im Winter, wenn die Tagungen der Kolonialversammlung über Monate ausgesetzt waren, gab es kaum Berichtenswertes. Zu dieser Zeit hatte das Leben in Williamsburg mehr kosmopolitische Qualität als in den anderen Städten der Kolonien. The Monitor, eine Essay-Reihe die für 22 Ausgaben die erste Seite der Virginia Gazette füllte, spiegelte nicht nur das gesellschaftliche Leben der Hauptstadt, sondern auch in regelmäßigen Abständen die neuste Mode wider. Diese Essay-Reihe berichtete anschaulich klar über die Charaktere der Stadt, diese Art von Gesellschaftssatire war in den Kolonien ungewöhnlich. Parks setzte schon früh mit einem Aufruf an potentielle Werbekunden auf Werbeanzeigen und war auch in dieser Hinsicht ein Pionier des amerikanischen Zeitungswesens. Die Virginia Gazette veröffentlichte auch weiterhin Gedichte und Essays englischer Autoren. Benjamin Franklin übernahm einige davon für seine in Philadelphia erscheinende Pennsylvania Gazette. Auf Drängen Franklins richtete Parks 1743 eine eigene Papiermühle ein, damit er die Papierbogen nicht mehr teuer aus England importieren musste. Für die Papierherstellung erwarb er zunächst tonnenweise Lumpen von Benjamin Franklin, später bat er in häufigen Aufrufen in der Virginia Gazette um Textilspenden. Auf Drängen von Gouverneur Thomas Jefferson wurde 1780 die Hauptstadt Virginias nach Richmond verlegt, woraufhin auch die Virginia Gazette nach Richmond umzog.

### Politik in den späteren Zeitungen
1725 wurde von William Bradford die New York Gazette als erste Zeitung in New York City herausgegeben. Es war eine typische koloniale Zeitung, die von der Politik des Gouverneurs der Kolonie unterstützt wurde und somit ohne Schwierigkeiten veröffentlicht werden konnte. Die zweite innerstädtische Zeitung, das New York Weekly Journal, herausgegeben 1733 von John Peter Zenger, hatte einen großen Einfluss auf die Geschichte des Journalismus. Der Gouverneur der Kolonie New York, William Cosby war der repressivste britische Platzhalter in den Kolonien Amerikas. Im November 1734 beschuldigte der Gouverneur Cosby den Verleger John Peter Zenger wegen Volksverhetzung und Beleidigung für die Veröffentlichung von Berichten über seiner Person im New York Weekly Journal und ordnete seine Verhaftung an. Während er im Gefängnis war, wurde die Zeitung von seiner Frau Anna Zenger gedruckt und veröffentlicht. Im August 1735 begann der Prozess gegen Zenger. Es gab keinen Zweifel daran, dass Zenger den kritischen Artikel über den Gouverneur gedruckt hatte. Aus diesem Grund wies der Richter die Jury an, Zenger nach der Definition im Common Law der aufrührerischen Verleumdung für schuldig zu erklären. Doch Zengers Anwalt Andrew Hamilton richtete einen eindringlichen Appell an die Jury in „Sache der Freiheit und gegen die Willkür“, woraufhin die Jury die Anweisungen des Richters ignorierte und Zenger von allen Anklagepunkten freisprach. Dieser Fall war ein wichtiger Schritt im Kampf für die Freiheit, ehrliche Kritik an der Regierungspolitik zu drucken. Gleichzeitig schreckte das Urteil die britischen Behörden ab, amerikanische Journalisten zu verfolgen, selbst als ihre Kritik an der Regierung im Vorfeld der amerikanischen Revolution intensiver wurde.
Nach 1750 wurden allgemeine Nachrichten zugänglicher und die Zeitungen zeigten immer mehr Interesse an öffentlichen Angelegenheiten. Die literarische erste Seite war nicht mehr notwendig, wenn auch manchmal verwendet, um einen nachrichtenarmen Zeitraum abzudecken. Eine neue Art der heftigen Polemik verdrängte die älteren Essays. Ein paar der bekannten Konventionen wurden jedoch beibehalten, wie der fiktive Brief mit der phantastischen Unterschrift oder eine Reihe von Zeitungen unter einem allgemeinen Titel, wie die Virginia-Centinel oder Livingstons Watch-Tower. Die Virginia-Centinel ist ein flammender Appell an die Armen, den Patriotismus gegen den französischen Feind, der auch durch die Virginia Gazette 1756 und in den anderen Zeitungen des Nordes verbreitet wurde, zu erwecken. Livingstons Watch-Tower war eine Fortsetzung seiner Zeitschrift The Independent Reflector, die 1753 eingestellt wurde. Der Watch Tower war eine Serie von Essays, die von November 1754 bis November 1755 im New York Mercury veröffentlicht wurde und sich mit dem anglikanischen Episkopat und der Politik in Amerika befasste. Diese Serie hatte bereits die scharfe Zunge der revolutionären Schriften, die 20 Jahre später herausgegeben wurden.
Die große Einschränkung der Pressefreiheit in England im 18. und der ersten Hälfte des 19. Jahrhunderts war der Stamp Act (Stempelsteuer), die Auswirkung auf die Erhöhung der Preise für Zeitungen hatte, bis zu dem Punkt, wo die ärmeren Schichten sich keine Zeitung mehr leisten konnten. Der Stamp Act wurde 1765 vom britischen Parlament verabschiedet, und eine ähnliche Steuer wurde für die amerikanischen Zeitungen mit Wirkung zum 1. November 1765 eingeführt. Da Amerikaner nicht im Parlament vertreten waren, rebellierten die amerikanischen Zeitungen gegen die neue Steuer. Von 1765 an gab es bis auf Delaware und New Jersey in allen Kolonien Wochenzeitungen. Boston hatte vier, New York drei und Philadelphia zwei Zeitungen in Englisch und eine in deutscher Sprache. Es gab zwei Zeitungen in Connecticut, Rhode Island, North Carolina und in South Carolina. Sie alle druckten Briefe und Essays, die gegen das Gesetz protestierten. Am 1. November 1765, den Tag der Inkrafttretung der Stempelsteuer, erschienen alle amerikanischen Zeitungen ohne den Stempel. Der Stamp Act konnte nicht durchgesetzt werden und wurde bald aufgehoben.

## Amerikanische Zeitungen von 1770 bis 1860

### Massachusetts Spy
Im Jahre 1770 gründete Isaiah Thomas mit einem Partner zusammen den Massachusetts Spy. Sie begann als eine überparteiliche Zeitschrift, wurde dann aber eine radikale Patrioten-Zeitung der amerikanischen Revolution. Von ihrer Gründung bis zur Revolution führte sie einen ständigen Kampf gegen ihre Unterdrückung. Der Massachusetts Spy brachte den ersten Augenzeugenbericht über die Gefechte von Lexington und Concord und machte damit den Amerikanischen Unabhängigkeitskrieg für die amerikanische Nation zugänglich. Der Nachdruck der Massachusetts Spy in den anderen Zeitungen gilt als „die kühnste Produktion die jemals in Amerika veröffentlicht wurde“ und das Land als Ganzes war bereit für Tom Paines Common Sense.

### Revolutionäre Epoche und frühe nationale Zeit 1770–1820
Die turbulenten Jahre zwischen 1775 und 1783 waren eine Zeit der großen Prüfungen für die amerikanischen Zeitungen. Unterdrückung durch die Kolonialregierungen und Mangel an Unterstützung behinderte den Zuwachs an Zeitungen erheblich. 1783, nach Abschluss des Friedensvertrags, gab es zwar 43 Zeitungen in den Vereinigten Staaten, im Vergleich zu 37 Zeitungen am Tag der Schlacht von Lexington (1775). Von 1775 bis 1783 erschienen nur ein Dutzend Zeitungen regelmäßig, die anderen hatten Verzögerungen und Schwierigkeiten durch Mangel an Papier, Druckutensilien und Mäzenatentum. Es gab keine Zeitung in den wichtigsten Städten, Boston, New York und Philadelphia, die während des ganzen Krieges durchgehend herausgegeben wurde. Die royalistischen Zeitungen im Besitz der Kolonialtruppen versuchten die anderen Blätter zu unterdrücken. In den Zeiten der britischen Besatzung zogen die revolutionären Zeitungen fort oder wurden eingestellt. Somit gab es eine Abwanderung der Zeitungen aus den Städten entlang der Küste, hin zu den kleineren Orten im Binnenland, denn nur dort konnten sie ohne Unterbrechung weiterhin veröffentlicht werden. Der akute Mangel an Papier und Druckutensilien konnte nicht behoben werden, wodurch sich das Erscheinungsbild der Zeitungen verschlechterte und auch nicht jede Nachricht veröffentlicht werden konnte. Durch den Krieg war der Postservice stark eingeschränkt, wodurch ausländische Zeitungen, eine wichtige Quelle für Informationen, nur selten die Kolonien erreichten. Viele der fähigsten Autoren, welche Abhandlungen über koloniale Rechte und Pflichten der Regierung verfasst hatten, wurden nun anderweitig beschäftigt.
Bei großen Ereignissen wurden durch Boten im Dienst der patriotischen Organisationen die Nachrichten mit großer Geschwindigkeit über das Land verbreitet. Die Zeitungen brauchten solche Unterstützung, wenn sie weiter die Neuigkeiten verbreiten wollten, obwohl sie selten die Mundpropaganda überholten. Natürlich war die Berichterstattung noch unvollständig. Die Salem Gazette druckte einen Bericht über die Schlacht von Lexington, mit Angaben über die Verbrennung, Plünderungen und Grausamkeiten zu Lasten der Briten und lobte die „höheren Gefühle der Menschlichkeit“ der Miliz. Die Unabhängigkeitserklärung wurde vom Kongress am 6. Juli 1776 in der Philadelphia Evening Post veröffentlicht, aus der sie dann von den meisten Zeitungen nachgedruckt wurde, aber von einigen Zeitungen wurde sie nicht einmal erwähnt oder erst bis zu zwei Wochen später nur als Übersicht gedruckt. Nur nach vorheriger Erlaubnis war es den Zeitungen möglich, über Verfahren in den Provinzversammlungen und im Kongress, sowie über offizielle Mitteilungen und Proklamationen zu berichten. Im Großen und Ganzen findet nur ein relativ kleiner Teil des Materials über den Fortschritt des Krieges eine unzureichende Berücksichtigung in den zeitgenössischen Zeitungen.
Der allgemeine Geist der Zeit spiegelte sich in den Mottos, den Leitartikeln und in den Gedichten wider. Am Anfang fanden sich sowohl in Leitartikeln als auch in Mitteilungen Aufrufe zum Widerstand gegen die Unterdrückung, Lobpreisungen des Patriotismus und Aufkündigung der Tyrannei; während die Ereignisse und das allgemeine Gefühl sich entwickelten, wuchsen diese kräftiger, häufig etwas radikaler als bei der Bevölkerung. Später nahm die Idee der Unabhängigkeit Gestalt an, und Theorien der Regierung wurden besprochen. Interessanter und literarisch wertvoller als all diese Diskussionen waren die Gedichte, die durch die dramatischen Ereignisse der Zeit inspiriert wurden. Lange Darstellungen von Kämpfen und heroischen Todesfällen wurden mit Nachrufen der verstorbenen Helden vermischt. Mit zahlreichen Liedern, die inspirieren und mitreißen sollten, mit Humor, Pathos und Satire wurde versucht, die Gefühle der Öffentlichkeit zu wecken. Viel von der Poesie der Revolution findet sich in den Spalten der schmuddeligen Zeitungen, von den lebendigen und beliebten Satiren und Erzählungen von Philip Freneau bis zu den traurigsten Ergüssen der banalsten Schulmeister.
Die Zeitungen der Revolution waren eine wirkungsvolle Kraft, die auf die Vereinheitlichung des Gefühls, das Wecken eines Bewusstseins von einem gemeinsamen Interesse und Schicksal unter den unterschiedlichen Kolonien hinarbeiteten und der Entschlossenheit, den Krieg erfolgreich zu Ende zu führen. Sie waren beharrlicher als die Menschen selbst und sie trugen keinen geringen Anteil an der Bürde, den oft mutlosen und indifferenten öffentlichen Geist zu unterstützen und wachzurütteln. Viele der Zeitungen, die durch den Krieg am Leben gehalten oder während des Krieges gegründet wurden, konnten sich den neuen Zuständen des Friedens nicht anpassen.
Ein Dutzend der überlebenden Zeitungen hielten sich in der neuen Zeit, vor allem die Boston Gazette, die aber in der folgenden Dekade rasch an Einfluss verlor und eingestellt wurde. Zu den weiteren überlebenden Blättern gehörten der Courant Connecticut in Hartford, die Providence Gazette, The Pennsylvania Packet von Philadelphia, sowie der Massachusetts Spy, der Boston Independent Chronicle, das New York Journal, der Newport Mercury, die Maryland Gazette von Annapolis, die Pennsylvania Gazette und das Pennsylvania Journal. Praktisch alle Zeitungen hatten einen Umfang von vier Seiten mit jeweils drei oder vier Spalten und erschienen wöchentlich. 1783 gründete Benjamin Towne die Pennsylvania Evening Post and Daily Advertiser, die erste täglich erscheinende Zeitung. Obwohl die meisten Zeitungen weiterhin wöchentlich erschienen, gewannen auch die Tageszeitungen an Popularität. Im gleichen Jahr wurde das New York Journal zweimal in der Woche veröffentlicht. Es entstand eine bemerkenswerte Ausweitung der Zeitungen auf neue Bereiche. In Vermont wurde die erste Zeitung 1781 gegründet, gefolgt von einer weiteren im Jahre 1783. In Maine wurden 1785 zwei Zeitungen gegründet. Im Jahr darauf erschien die erste Zeitung westlich der Allegheny Mountains in Pittsburgh, und nach der Einwanderungswelle in den Westen wurde in Lexington (Kentucky) 1787 eine weitere Zeitung herausgegeben.
Die Bedingungen für die Zeitungen hatten sich während des jüngsten Konflikts kaum verändert. Die Nachrichtenquellen waren die gleichen geblieben, die Mittel der Kommunikation und der Post hatten sich nur geringfügig verbessert. Die Verteilung der Zeitungen war von der Gunst der Briefträger abhängig und das Geld eines Staates war in einem anderen Staat von zweifelhaftem Wert. Folglich erreichten die Auflagenstärken selten 1000 Exemplare. Die Zahlungsmoral der Abonnenten ließ zu wünschen übrig und Anzeigen wurden auch nicht in ausreichendem Maße geschaltet. Die Zeitungen standen bei Verleumdungen in Übereinstimmung mit dem alten Zivilrecht unter dem Gesetz des jeweiligen Staates. Dadurch waren sie abhängig, wie im Jahre 1785, als in Massachusetts für eine kurze Zeit eine Sondersteuer auf Papier oder auf Anzeigen erhoben wurde. Die öffentliche Meinung wuchs stark gegen alle zugelassenen Beschränkungen, doch in der Regel praktizierten die Zeitungen eine freie Meinungsäußerung.
Mit der Unabhängigkeit erwachte das Bewusstsein eines großen Schicksals. Der kollektive Geist, durch den Krieg geweckt, obwohl durch lokale Differenzen getrübt, wurde intensiver, und das Hauptinteresse der Zeitungen bestand darin, aus einem losen Staatenbund eine Nation zu schaffen. Wirtschaftsvertreter waren das nächstfolgende Zielpublikum. In dem Bestreben, allen alles zu bieten, brachten die Zeitungen ein wenig von allem, was von „Interesse, zu belehren, oder zu unterhalten“ schien. Politische Intelligenz besetzte den ersten Platz; Nachrichten im modernen Sinne waren nachrangig. Eine neue Idee, genau so wichtig wie ein Feuer, ein Mord oder ein Wunder, war eine momentane Angelegenheit. Es gab immer ein paar Punkte von lokalem Interesse, in der Regel in der Spalte unter „Vermischtes“ platziert. Korrespondenten, die gegen Papiererstattung Berichte und Kommentare, oft im Zweifel im Hinblick auf eine Verwendung schrieben, waren eine fruchtbare Quelle für Nachrichten, aber die Haupteinnahmequelle waren die Zeitungen, die in jedem Büro zum Austausch vorhanden waren und von der Post kostenlos befördert wurden, sowie die Exemplare der Auslandzeitungen.

### Parteiische Zeitungen
Nach dem Unabhängigkeitskrieg von 1775 bis 1783 wurde die Pressefreiheit in der Verfassung verankert. Das „First Amendment“ verbietet dem Kongress, ein Gesetz zu erlassen, „welches das Recht auf freie Rede und freie Presse einschränkt“. Mit Kolumnen und politischer Berichterstattung nahmen die Zeitungen dieses Recht auch intensiv wahr. Am Ende des 18. Jahrhunderts wurden die Zeitungen daher ein wichtiger Motor für die Bildung des politischen Systems in den Vereinigten Staaten.
Der Herausgeber reflektierte in der Regel das Gefühl einer Gruppe oder einer Fraktion. Nun fing er an als eigenständige Kraft aufzutreten. Er folgte dem Strom der Ereignisse und drückte deutliche Meinungen aus. Doch die Hauptdiskussionen wurden noch nicht von den Herausgebern, sondern der „Führungselite des Landes“ beigetragen. Die wachsende Bedeutung der Zeitung zeigte sich in den Diskussionen vor der Bundesversammlung und insbesondere in den landesweiten Debatten über die Annahme der 1787 entworfenen, aber noch nicht von allen Mitgliedsstaaten der USA ratifizierten Verfassung, in der die Zeitung weitgehend die Broschüre verdrängte. Alexander Hamilton, James Madison und John Jay entschieden sich dafür ihre Federalist Papers (Föderalistenartikel) im Independent Journal und dem Daily Advertiser zu veröffentlichen, wo sie dann praktisch von jeder Zeitung in Amerika abgedruckt wurden, lange bevor sie in einem Buch herausgegeben wurden. Als sich der erste Kongress am 4. März 1789 konstituierte, wurde das Bedürfnis für eine Zeitung, die Interessen des Kongresses vertrat, geweckt. Unter dem Einfluss von Hamilton brachte John Fenno am 15. April 1789 in New York die erste Ausgabe der Gazette of the United States heraus. Sie diente der Regierung als öffentliches Sprachrohr für die Verwaltungsorgane. Der Sitz der Regierung wurde das journalistische Zentrum des Landes, und so lange die hauptsächlichen Nachrichten aus Parteipolitik bestanden, waren die Regierungsorgane und die Opposition die Hauptquellen für die Zeitungen des Landes.
In den unruhigen Jahren nach der Revolution blieben die amerikanischen Zeitungen mit Argumenten und Zorn erfüllt – jetzt richteten sie sich nicht gegen die Briten, sondern gegen den politischen Gegner. Jede der beiden Parteien, die Föderalisten und die Republikaner hatte ihre Zeitungen, um mit ihren Wählern zu kommunizieren. Diese parteiischen Blätter hatten wenig Sympathie für die Vertreter der anderen Seite. Die Kolonialzeitungen waren in der Regel föderalistisch eingestellt. In Pennsylvania gab es ein Gleichgewicht, im Westen und Süden überwogen die republikanischen Zeitungen. Obwohl die Föderalisten durch Zeitungen wie Russells Columbian Centinel in Boston, Isaiah Thomass Massachusetts Spy, der Connecticut Courant und im Jahre 1793 Noah Websters Daily Minerva (später umbenannt in Commercial Advertiser) und in New York die Gazette of the United States kräftig unterstützt wurden, standen sie im Mittelpunkt des Konflikts. Nach Meinung von Thomas Jefferson waren es Zeitungen des reinen Toryismus und verbreiteten die Lehren der Monarchie, Aristokratie und der Ausgrenzung der Menschen. Auf Drängen der republikanischen Führer James Madison und Thomas Jefferson gründete der Dichter und Drucker Philip Freneau die National Gazette, eine der Demokratisch-Republikanischen parteiischen Zeitungen, um den Einfluss der Anti-Föderalisten Blätter in den Vereinigten Staaten zu stärken. Die erste Ausgabe wurde am 31. Oktober 1791 herausgegeben und erschien zweimal in der Woche. Wie alle anderen Zeitungen in dieser Epoche veröffentlichte die National Gazette virulente Leitartikel, Gedichte und Sketche aller Art, die landesweite Reaktionen hervorriefen. Die Artikel gegen die Föderalisten wurden oft unter Pseudonym von vielen prominenten Republikanern, darunter Madison und Jefferson geschrieben. Die National Gazette wurde der schärfste Kritiker der Verwaltung von John Adams, Hamilton, und Washington, und war ein glühender Verfechter der Französischen Revolution.
Von den republikanischen Zeitungen war auch der Aurora General Advertiser von zentraler Bedeutung. Er wurde erstmals am 2. Oktober 1790 von Benjamin Franklin Bache, einem Enkel von Benjamin Franklin, in Philadelphia herausgegeben und wurde die kritischste Zeitung ihrer Zeit. In einem scharfen Ton griff sie täglich die antidemokratische Politik von John Adams an. Mit keiner anderen Zeitung hatte Adams so viel Ärger wie mit Aurora. Adams Frau schrieb häufig Briefe an ihre Schwester und andere, in denen sie das, was sie für Verleumdung hielt und weiterhin von Aurora verbreitet wurde, anprangerte. Die Abwendung eines katastrophalen Krieges mit Frankreich schrieb Jefferson dem Aurora General Advertiser gut, womit der Grundstein für seine eigene Wahl gelegt wurde. Wie Freneau, so wurden auch Bache und Duane in ein tägliches Hin und Her mit den föderalistischen Redakteuren, speziell mit Fenno Cobbett, einbezogen.
Ende 1793 akzeptierte der finanzknappe Noah Webster ein Angebot von Alexander Hamilton, für 1500 US-Dollar nach New York zu kommen, um eine föderalistische Zeitung aufzubauen. Im Dezember gründete er die erste New Yorker Tageszeitung die American Minerva (später The Commercial Advertiser), deren Chefredakteur er bis 1803 war. Seit Jahrzehnten war Webster einer der produktivsten Autoren in der neuen Nation. Er schrieb Lehrbücher, politische Essays, einen Bericht über Infektionskrankheiten und Zeitungsartikel für seine föderalistische Partei. Eine moderne Bibliographie benötigte für die Veröffentlichung seiner Werke 655 Seiten. Nebenbei veröffentlichte Webster auch The Herald (später The New York Spectator), eine Zeitung, die für das Land vorgesehen war und zweimal wöchentlich erschien. Als parteiische Zeitung wurde sie von dem Republikaner Jefferson zerrissen. Er bezeichnete Webster als „einen unheilbaren Irren“ und einen „trügerischen Neuigkeitskrämer“. Der Föderalist Cobbett wiederum nannte Jefferson einen „Verräter an der Sache des Föderalismus“.
Die ersten parteiischen Zeitungen waren voll von Beschimpfungen. Zeitungsherausgeber beider Seiten führten erbitterte Wortgefechte. Ein Historiker bezeichnet bei den föderalistischen Redakteuren als üppige Meister der Skurrilität William Cobbett, den Herausgeber der Porcupine Gazette, und John Ward Fenno von der United States Gazette in Philadelphia; Noah Webster von der American Minerva in New York; und Benjamin Russell von der Columbian Centinel, Thomas Paine von der Federal Orrery und John Russell von der Boston Gazette in Boston. Der Wortführer von allen war Cobbett, dessen Steuerung des missbräuchlichen Epithetons und der Beschimpfungen von den folgenden Ausdrücken beurteilt werden kann, die von ihm an seinen politischen Feinden angewendet wurden. Er beschimpfte die Jakobiner unter anderem als „Werkzeug eines Pavian“ und „bluttrinkende Kannibalen“. Die Redakteure der Opposition waren weder im Punkt des Reichtums noch des Ansehens mit den Föderalisten vergleichbar. In der Regel waren es Redakteure, deren moralische Charaktere sich nicht nur auf ihre Privatangelegenheiten auswirkten, sondern auch auf ihre Arbeit. Männer dieses Schlages, fürchteten natürlich eine Regierung deren Betrieb mit ausreichender Festigkeit und mit genügender Weisheit geprägt, sich selbst zu respektieren, um die Unwissenden und Gegner von einem großen Bereich in ihrer Verwaltung auszuschließen.
Dieses gewalttätige Jahrzehnt erlebte dennoch eine Entwicklung, sowohl in der Qualität als der Macht der Zeitungen. Die Berichterstattung wurde auf neue Bereiche der lokalen Angelegenheiten ausgedehnt und die intensive Rivalität der zahlreichen Konkurrenten erwachte, sodass ein Ansturm auf die schnellstverbreiteten Berichte einsetzte. Dies wurde das dominierende Merkmal im amerikanischen Journalismus. Es entwickelte sich ein neuer Typus des Herausgebers. Als ein Mann von literarischen Fähigkeiten, oder ein Politiker oder ein Rechtsanwalt mit einem Geschenk für polemische Schriften, begann er die Verfasser von Artikel durch seine Berichterstattung auf dem Papier zu ersetzen. Ein Großteil der besten Artikel und der widerlichsten Skurrilitäten wurden von Redakteuren produziert, die im Ausland geboren und auch dort ausgebildet wurden, wie Bache, Cobbett, Cooper, Gales, Cheetham, Callender, Lyon, und Holt. Von den mehr als 150 Zeitungen, die gegen Ende des Jahrzehnts im Land erschienen, wurden mindestens 20 Blätter in Opposition zur Regierung von Ausländern herausgegeben. Die Macht dieser regierungsfeindlichen Herausgeber beeindruckte John Adams, der 1801 schrieb: „Wären wir mit gesundem Menschenverstand gesegnet worden, wären wir nicht von Philip Freneau, Duane, Callender, Cooper und Lyon oder ihrer großen Gönner und Beschützer besiegt worden. Eine Gruppe von ausländischen Lügnern, durch ein paar ehrgeizige einheimische Kollegen ermutigt, haben die Erziehung, die Talente, die Vorzüge und den Wohlstand des Landes verwirrt“.
Das offensichtlichste Beispiel dieses föderalistischen Mangels an gesundem Menschenverstand waren die Passagen in den Alien and Sedition Acts (Ausländer- und Aufwiegelungsgesetze) von 1798, die die Regierung vor den Verleumdungen und Beleidigungen der Herausgeber schützen sollte. Das Resultat waren Verurteilungen der Regierung und ein Sturm der empörten öffentlichen Meinung, was die Macht der Föderalisten schwächte und der republikanischen Presse ein erneuertes Vertrauen einbrachte. Dies führte 1800 zur Regierungsübernahme durch die Republikaner. Die Republikanische Partei war besonders effektiv beim Aufbau eines Netzwerks von Zeitungen in den bedeutenden Städten, um ihre Aussagen zu verbreiten und sich zu ihren Gunsten in einem Leitartikel zu äußern. Fisher Ames, einer der führenden Föderalisten, tadelte die Zeitungen für die Wahl von Jefferson und bezeichnete sie als „zu starken Gegner für jede Regierung… Die Jakobiner verdanken ihren Triumph dem unablässigen Gebrauch dieser Maschinerie, nicht so sehr durch geschickten Gebrauch als vielmehr durch Wiederholung.“
In erster Linie waren die Zeitungen weiterhin ein Organ der Parteien, der Ton blieb stark parteiisch, obwohl er stufenweise an Ausgeglichenheit gewann und literarische hervorragende Qualität sowie professionelle Würde erreichte. Die typische Wochenzeitung hatte einen zahlenden Abonnentenkreis von 500 Exemplaren. Das Wachstum des Postwesens, mit kostenlosem Transport der Zeitungen im lokalen und landesweiten Bereich, erlaubte die Entstehung von mächtigen Zeitungen, die Parteiansichten getreu widerspiegelten und formten.

### Verbreitung der Zeitungen
Die Anzahl und die geografische Verteilung der Zeitungen nahmen zu. Die erste Tageszeitung erschien 1784 in Philadelphia und 1785 in New York sowie 1796 in Boston. Im Jahr 1800 gab es zwischen 150 und 200 Zeitungen; 1810 waren es schon 376 Blätter und während der nächsten zwei Jahrzehnte stieg die Zahl der Neuerscheinungen im gleichen Verhältnis. Mit erstaunlicher Schnelligkeit folgte die Presse der spärlichen Bevölkerung im Westen, drang in Ohio ein und erreichte die weiter nördlich gelegenen Wälder. Um 1835 hatten die Zeitungen den Mississippi River erreicht und darüber hinaus verbreiteten sie sich von Texas bis nach St. Louis, in Ohio, Indiana, Illinois, Michigan, und in Wisconsin. Diese Pionierzeitungen waren schlecht geschrieben, schlecht gedruckt und waren parteiisch. Sie wurden wöchentlich in den Provinzen verteilt und erfüllten nicht nur einen lokalen Zweck. Die Zeitungen brachten die Mitteilungen der Regierung über Politik und Handel, gute und schlechte Nachrichten, das Wetter und Artikel über Kulturpflanzen, die unermesslich geholfen haben die weit verstreute Bevölkerung in eine Nation zu binden. Jeder Kongressabgeordnete schrieb regelmäßig in seiner eigenen Lokalzeitung, andere Korrespondenten wurden ersucht auf vergleichbarer Weise Artikel zu veröffentlichen. In einigen Fällen stellten die Herausgeber umfangreiche und zuverlässige Richtlinien für das Nachrichtenmaterial auf, aber die meisten von ihnen tauschten das Nachrichtenmaterial von Washington, Philadelphia und New York gegenseitig aus.

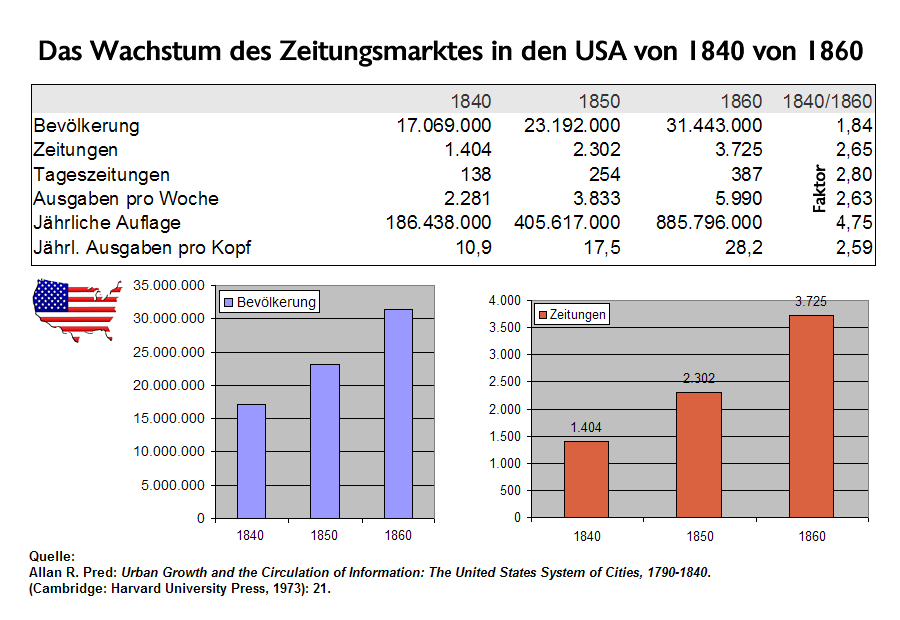
Das Wachstum des US-Zeitungsmarktes von 1840 bis 1860

1831 erschien erstmals die Detroit Free Press, sie ist bis zum heutigen Tag die größte Tageszeitung in Detroit. Im Jahre 1860 wurden allein 27 Tageszeitungen in deutscher Sprache gedruckt, um die deutschen Siedler ins Land zu locken, damit ihre Gemeinschaft gestärkt würde.
Das Wachstum der Zeitungen bedeutete eine bisher ungeahnte Entwicklung der großen Redaktionsbelegschaften. Obwohl die Zahl der Redakteure im späteren Journalismus weit übertroffen wurde, begannen Umfang, Komplexität und Qualität des modernen großstädtischen Journalismus in all seinen Aspekten eindeutig zwischen 1840 und 1860.

## Die Presse im Zweiparteiensystem 1820–1890
Durch die politische und publizistische Situation wurden die Regierungsorgane ein charakteristisches Merkmal der Epoche. Fennos Gazette diente den föderalistischen Präsidenten George Washington und John Adams, aber das erste große Beispiel für diese Art war der National Intelligencer, im Oktober 1800 durch Samuel Harrison Smith gegründet, um die Regierung von Thomas Jefferson und der aufeinanderfolgenden Präsidenten der Demokratisch-Republikanischen Partei zu unterstützen. Ab März 1829 wurden die Republikaner, nach der Wahl des Demokraten Andrew Jackson zum Präsidenten, in die Opposition verbannt und der United States Telegraph, herausgegeben von Duff Green, wurde das offizielle Blatt der Regierung, bis es im Dezember 1830 von einer neuen Zeitung The Globe abgelöst wurde. Sie stand unter der Redaktionsleitung von Francis Preston Blair, einer der fähigsten aller antebellum politischen Herausgeber, der mit John P. Rives zusammen die Zeitung nach den alten Regeln veröffentlichte, bis das Regierungsblatt durch die wandelnden Normen und Bedingungen im Journalismus obsolet wurde. 1841 wurde The Globe durch den National Intelligencer ersetzt, der seinerseits durch den Madisonian abgelöst wurde, welcher die Anliegen der Anhänger von James Madison vertrat. Nach der Regierungsübernahme durch den Demokraten James K. Polk am 4. März 1845, wurde Thomas Ritchie, der auf eine langjährige Erfahrung beim Richmond Enquirer zurückgreifen konnte, beauftragt, die Überreste der Globe und der Washington Union auf die Richtlinienpolitik der Regierung zu einigen und die Fraktionen der Demokraten zu versöhnen. Der dominierende Einfluss des politischen Journalismus wurde durch politische Redakteure, wie M.M. Noah und James Watson Webb vom New York Courier and Enquirer, Solomon Southwick vom Albany Register und Edwin Croswell vom Argus, geteilt und verstärkt. Edwin Croswell wurde von Martin Van Buren und andere Redakteure bei der Gründung des Albany „Regency“ unterstützt, deren Sprachrohr die Argus war. Die Richmond „Junta“, die im Enquirer ihr Sprachrohr hatte, sowie das „Regency“ und das „Kitchen Cabinet“ geleitet von dem Herausgeber der Globe, bildeten eine der leistungsfähigsten politischen und journalistischen Cliquen in der Geschichte der USA. Ihr Niedergang in den späten 1830er Jahren geschah zur Zeit der großen politischen und journalistischen Änderungen, obwohl Nachahmer folgten, war ihre Art weniger prominent oder einflussreich. Zeitungen von nationaler Tragweite wurden durch den Einfluss des Fernschreibers und der Eisenbahn überholt, wodurch die Presse aus Washington ihren Anspruch, als Hauptquelle der politischen Nachrichten zu fungieren, aufgeben musste. Gleichzeitig verlor die Politik ihre vorherrschende Bedeutung. Die Öffentlichkeit hatte viele andere Interessen und gewöhnte sich durch eine neue Art von Journalismus daran, größere und unterschiedliche Anforderungen an die journalistischen Ressourcen ihrer Zeitungen zu stellen.
Die Regierungsorgane stellen nur einen Aspekt einer Tendenz dar, in der politische Zeitungen allgemein an redaktioneller Individualität gewannen und sowohl die Zeitungen als auch ihre Redakteure größeren persönlichen und redaktionellen Einfluss erwarben. Die Anfänge der Ära des persönlichen Journalismus datieren zu Beginn des 19. Jahrhunderts. Durch eine effektive Entwicklung der etablierten Verwendung von anonymen Briefen über aktuelle Fragen im Richmond Enquirer, in Verbindung mit einem redaktionellen Diskussionssystem, konnte Thomas Ritchie 1820 bald sein Ansehen und den Einfluss seiner Zeitung weit über die Grenzen von Virginia hinaus erweitern. Washington Barrow und das Nashville Banner, Amos Kendall und den Argus of Western America, G. W. Kendall und die New Orleans Picayune, John M. Francis und die Troy Times und Charles Hammond und die Cincinnati Gazette, um nur einige zu nennen, illustrieren den Aufstieg, die individuelle Stärke und Bedeutung der einzelnen Redakteure ab 1830 und den späteren Jahrzehnten. Eine angesehene Person unter diesen politischen Herausgebern war John M. Daniel, der kurz vor 1850 Herausgeber des Richmond Examiner wurde und sie bald zur führenden Zeitung des Südens machte. Daniels Beiträge im Richmond Examiner sind vielleicht die besten Beispiele für brillante literarische Invektiven und Schärfe im amerikanischen Journalismus kurz vor und während des Bürgerkriegs.
Im Jahr 1801 gründete William Coleman, angeregt durch Alexander Hamilton, die New York Evening Post. Er war ein Mann von großer Entschlossenheit, guter Ausbildung und hehren Idealen. Die Evening Post reflektierte verschiedentlich die guten Eigenschaften des Herausgebers, war beispielhaft für die Verbesserung im Ton und veranschaulichte den wachsenden Wert des redaktionellen Schreibens, ebenso wie ein Dutzend anderer Zeitungen in den ersten Jahrzehnten des Jahrhunderts. In den 1830er Jahren versuchten Herausgeber und Verleger, durch gemeinsame Entschließungen ein gewisses Maß an redaktioneller Selbstbeschränkung zu erreichen, die wenige Herausgeber bis jetzt erworben hatten. Unter dem Einfluss von Thomas Ritchie, ein energischer und schonungslos politischer Redakteur, wurden beim ersten Treffen der Journalisten von Virginia die Eckpunkte des amerikanischen Journalismus festgelegt, die auch von den anderen Staaten beschlossen wurden: „Abkehr von der berüchtigten Praxis, die Heiligkeit des Privatlebens zu verletzen, persönliche Beleidigungen und Beschimpfungen in der Presse zu veröffentlichen und die weitere Nutzung der unanständigen Sprache; verhalten alle Streitigkeiten zwischen den Zeitungen mit Anstand und Mäßigung durchzuführen.“ Thomas Ritchie fand in der Ausdrucksweise der Zeitungen den Grund, warum der Journalismus in Amerika in der Öffentlichkeit nicht ein so hohes Ansehen hatte, wie es in England und Frankreich der Fall war. Der redaktionelle Teil der Zeitung nahm seine moderne Form an. Die Unterzeichnung der Leitartikel mit einem Pseudonym wurde stufenweise eingestellt, aber unsignierte redaktionelle Kommentare und Leitartikel waren bis 1814 kein fester Bestandteil der Zeitungen. Erst Nathan Hale hat sie zum Merkmal der neu gegründeten Boston Daily Advertiser gemacht. Seit dieser Zeit nahmen sie an Bedeutung zu, bis in die darauffolgende Zeit des persönlichen Journalismus waren sie der wichtigste Teil der größeren Zeitungen.
Einige dieser Änderungen im amerikanischen Journalismus sind in den Arbeiten von James Gordon Bennett veranschaulicht, obwohl nur wenige von ihm stammen. In mehr als zehn Jahren des erfolglosen Versuchs als politischer Journalist machte er sich mit der Steigerung des Unternehmenswertes in der Nachrichtenbeschaffung vertraut, die bereits amerikanische Methode war. Er verachtete den Journalismus dieser Zeit, die Ernsthaftigkeit des Tones, die phlegmatische Würde, die Parteizugehörigkeiten und das Verantwortungsgefühl. Er glaubte, es sei dumm von Journalisten zu glauben, ihre eigenen Zwecke am besten verwirklichen zu können, indem sie den Politikern dienten. Als Washington-Korrespondent des New York Enquirer schrieb er geschwätziges Geplapper, voll von bedeutungslosen und unterhaltsamen Details, dem er scharfe Charakterisierungen und geschickte Anspielungen hinzufügte. Bennett war der Ansicht, dass die Öffentlichkeit auf keinen Fall ein ernstes Blatt kaufen würde, sondern dass ihre große wahllose Neugier eher mit Klatsch als mit Diskussionen zu befriedigen war. Die Begierde und Leidenschaft der Öffentlichkeit konnte besser durch Gefühl, als mit Tatsachen erreicht werden. Auf der Entwicklung seiner Idee beruhte der Erfolg der so genannten „Penny Press“, eine wichtige Einführung in der amerikanischen Presselandschaft, die durch die Herausgabe der New York Sun am 3. September 1833 ihren Anfang nahm. Die New York Sun hatte einen Umfang von vier Seiten und wendete sich inhaltlich, beziehungsweise konzeptionell an ein breiteres Publikum um es zu unterhalten, ihr Fokus lag besonders auf Kriminalberichterstattung. Der parataktische und elliptische Stil mit oftmals gezielt übertreibenden, nicht selten reißerischen Formulierungen ist bis heute kennzeichnend für weite Teile der Boulevardpresse. Die meisten Zeitungen dieser Tage wurden per Abonnement vertrieben und kosteten sechs US-Cents, zu viel für weniger Bemittelte. Ihr Herausgeber Benjamin Day verkaufte seine Sun für einen Penny auf den Straßen von New York. Bei diesem Verkaufspreis musste die Zeitung eine große Zirkulation ihrer Auflage haben, was nur durch den Verkauf seiner Zeitungen auf der Straße, in den Geschäften und in den Fabriken erreicht werden konnte.
Der von James Gordon Bennett senior herausgegebene New York Herald, ebenfalls ein erschwingliches Massenblatt, praktizierte als erste Zeitung die mittlerweile durchweg gängige Formen der Nachrichtengewinnung. Die Zeitung zog nicht nur offizielle Dokumente und mittelbar recherchierte Berichte als Informationsquellen heran, sondern auch die observierende Vorort-Reportage und das Interview. Der New York Herald beschäftigte neben zahlreichen Lokaljournalisten, die zum Beispiel regelmäßig auch von der Wall Street berichteten, ab 1838 zudem einen Stab von sechs fest angestellten Korrespondenten in Europa und weitere in wichtigen Städten der Vereinigten Staaten. Dazu gehörte auch der erste Reporter in Washington, D.C., der regelmäßig aus dem US-Kongress berichtete. Bennetts Herald kann somit als die erste moderne Zeitung nach heutigem Verständnis gelten. Diese Art des Journalismus beruhte nicht darauf, der Öffentlichkeit politische Grundsätze oder Parteiprinzipien nahezubringen, sondern diente als Leitfaden für gute, solide, praktische Vernunft, die für die Geschäfte im täglichen Leben anwendbar waren. Die Lieferung von Nachrichten war aber ein Gebrauchsgut, deren Aufbereitung nur eine geschäftliche Transaktion war, das die soziale Verantwortung der Presse ignorierte, „die wesentliche Bedeutung unseres Berufes“, gepriesen von den älteren Journalisten und den immer noch mächtigen Sechs-Cent-Zeitungen. Die New York Sun, wie auch der New York Herald, waren sofort erfolgreich und durch die Änderung ihrer journalistischen Praxis hatten sie auch einen großen Einfluss in der Öffentlichkeit. In einem Zeitraum von weit verbreiteten Unruhen und der Änderung vieler spezialisierten Formen des Journalismus war für Diskussionen über Religion, Bildung, Landwirtschaft und Handel, kein Platz. Arbeitervereine stellten die Gerechtigkeit der bestehenden ökonomischen Systeme infrage und warfen damit ein neues Arbeitsproblem auf. Die sozialistischen Ideen von Cabet und Fourier verbreiteten sich. Der Unitarismus und Transzendentalismus schuf neue spirituelle Werte, Mäßigkeit, Verbote und der politische Status der Frauen wurden besprochen. „Abolitionismus“ wurde ein allgemeines Reizwort und ein Albtraum für die Politiker. Das Thema der Kontroverse, am kritischsten in Verbindung stehend mit dem Journalismus, war Abschaffung der Sklaverei. Die Presse der Abolitionisten begann 1820 mit der Herausgabe des Emancipator und hatte ihren Hauptvertreter in William Lloyd Garrisons Liberator, der am 1. Januar 1831 erstmals herausgegeben und 35 Jahre lang von Garrison publiziert wurde. Er vertrat entschieden und leidenschaftlich die Grundsätze der Gegner der Sklaverei, der so genannten Abolitionisten. Er zwang die Zeitungen, sich mit der Sklavereifrage auseinanderzusetzen, und es entspann sich ein Kampf für die Pressefreiheit, erbitterter als seinerzeit die Auseinandersetzungen um die „Alien and Sedition Acts“. Viele Abolitionistzeitungen wurden von dem Transport durch die Post ausgeschlossen. Ihre Verteilung und Verbreitung wurde gewaltsam im Süden des Landes verhindert. In Boston, New York, Baltimore, Cincinnati, Alton und anderswo wurden Herausgeber angegriffen und ihre Büros zerstört. Im Süden wurden Belohnungen für die Ergreifung von Horace Greeley und Garrison angeboten, in einigen Fällen verloren auch Herausgeber, wie Elijah Parish Lovejoy am 7. November 1837 in Alton ihr Leben durch die Hände des Pöbels.

### Industrielle Revolution
Die industrielle Revolution verwandelte nicht nur alle Aspekte des amerikanischen Lebens und der Gesellschaft, besonders dramatisch betroffen waren auch die Zeitungen. Sowohl die Anzahl der Zeitungen als auch ihre bezahlten Auflagen stiegen weiter an. 1850 waren 2526 amerikanische Zeitungen katalogisiert. Durch das Schnelldruckverfahren war man in der Lage, 10.000 Exemplare pro Stunde zu drucken, was zu erheblichen Kostensenkungen führte. Zu dieser Zeit wurden die ersten bebilderten Wochenzeitungen herausgegeben, um die Berichterstattungen mit Holzschnitten, Radierungen oder Skizzen von Korrespondenten zu beleben. Die Erfindung der Fotografie ermöglichte den Zeitungen nun eine zeitnahe und durch Fotos belegte Berichterstattung. Während des Bürgerkriegs entstand eine beispiellose Nachfrage nach aktuellen Berichterstattungen. Der amerikanische Journalismus entwickelte eine dynamische, knallharte Kraft im nationalen Leben. Reporter waren überall die Lieblinge des Publikums und die Idole der Jugendlichen. Viele Beschreibungen über die Schlachten des Bürgerkriegs drehten sich um die unerschrockenen Abenteurer und stehen heute als geschichtliche Lektüre zur Verfügung.
In den Nachkriegsjahren hielt das Wachstum der Zeitungen unvermindert an. Bei der Volkszählung 1880 gab es schon 11.314 verschiedene Zeitungen. 1890 wurden die ersten Auflagenzahlen von einer Million Exemplare pro Ausgabe verzeichnet. Aufgrund eines verbreiteteren Ausbildungssystems konnten mehr Amerikaner lesen. Zeitungsherausgeber erkannten einen neuen, profitableren Markt mit preiswerten Zeitungen für große Leserschaften und einem vermehrten Werbeaufkommen. In nur wenigen Jahren entwickelte sich die Presse von einem Medium für eine kleine Oberschicht hin zu einem Medium für die Massen. In dieser Zeit bildete sich auch die Art Herausgeber, die beispielhaft für die zukünftigen Journalistengenerationen in Amerika sein sollte.

### Associated Press und die Auswirkungen der Telegrafie
Diese Idee der Nachrichten und der Zeitungen um ihrer selbst willen, die beispiellose Aggressivität in der Nachrichtenbeschaffung und die krassen Methoden, mit denen die billigen Zeitungen popularisierte, erregte den Antagonismus der älteren Zeitungen. Dies erzeugte einen Wettbewerb, der nicht ignoriert werden konnte. Die Systeme der zügigen Nachrichtenbeschaffung und Verteilung tauchten auf. Sporadische Versuche zur Kooperation bei der Beschaffung von Nachrichten wurden bereits gemacht. Im Jahr 1848 gründeten die Herausgeber des Journal of Commerce, Courier, Enquirer, Tribune, Herald, Sun und Express die erste Nachrichtenagentur, die New York Associated Press, deren Mitglieder die Nachrichten gemeinsam nutzen konnten. Dieser Idee ließ mit der Zeit weitere lokale und nationale Nachrichtenagenturen entstehen. Europäische Nachrichten, die dank der Dampfschiffe jetzt nur noch die Hälfte der Zeit zur Fahrt in die Vereinigten Staaten benötigten, wurden ein wichtiges Merkmal. In den 1840er Jahren schickten Zeitungen ihre Korrespondenten ins Ausland, diese Art sollte sich in den nächsten zehn Jahren noch vermehrt durchsetzen.
1844 hatte sich die Übermittlung schriftlicher Nachrichten auf elektrischem Weg über Leitungen bewährt. Das erste Pressetelegramm aus dem Kongress sendete ein Zeitungsjournalist im gleichen Jahr über einen Morsetelegrafen an seine Zeitung Baltimore Patriot. Während des Mexikanisch-Amerikanischen Krieges wurde der Morsetelegraf erfolgreich eingesetzt und führte zu weitreichenden Änderungen im Journalismus. Die Entwicklung der Telegrafie in den USA war eine wesentliche Voraussetzung für die Gründung der ersten Nachrichtenagenturen. Diese publizistische Unternehmen zentralisierten das Nachrichtenwesen, bearbeiteten die aktuell eingehenden Informationen nach den Erfordernissen der Medien und verkauften den Medien das bearbeitete Material. Den größten Effekt auf den Journalismus des Landes hatte die Dezentralisierung der Presse, indem die binnenländischen Zeitungen in Städten wie Chicago, Louisville, Cincinnati, St. Louis und New Orleans unabhängig von denen in Washington und in New York wurden. Durch die Änderung der Postgesetze im Jahr 1845 wurde die lokale Verbreitung von Zeitungen begünstigt. Die landesweite Verbreitung der meisten großen Ost-Zeitungen war so eingeschränkt, dass nur ein oder zwei, wie die New York Tribune, durch ihre wöchentlichen Ausgaben etwas von ihrem nationalen Charakter beibehalten konnten. Sogar Niles’ Weekly Register, welches ein sehr nützliches Instrument für die Verbreitung der politischen Informationen aus Washington war, wurde bald durch die zahlreiche und mächtige provinzielle Presse ausgeschaltet.

### Bedeutende Herausgeber amerikanischer Zeitungen
Die Zeit des rastlosen Wechsels in den 1830er Jahren brachte ein paar bedeutende Redakteure hervor. Sie besaßen die Kraft und die Fähigkeit, sich und ihren Zeitungen ein bisher unerreichtes Gehör zu verschaffen, und prägten zwischen 1840 und 1860 den Zeitraum des persönlichen Journalismus. Diese wenigen Männer spiegelten nicht nur den Geist der Zeit wider, sondern hatten einen großen Einfluss auf die Gestaltung und Leitung der öffentlichen Meinung. Folglich wurde der Umfang, Prägung und Einfluss der Zeitungen in dieser Zeit enorm erweitert und bereichert. Dieser Umstand machte sie relativ frei von den schlimmsten Unterwerfungen unter politischer Kontrolle.
Natürlich war die hervorragende Eigenschaft dieses persönlichen Journalismus der Leitartikel. Gerettet aus dem Sumpf der Schwerfälligkeit, worin er in seinen erbärmlichen und einfallslosen Parteiaufgaben gefallen war, wurde der Leitartikel wieder belebt, gestärkt und ausgestattet mit einer Vitalität, die ihn zum Zentrum machte, um das sich alle anderen Merkmale der Zeitung gruppierten. Er wurde individuell durch das Personal der Redaktion erstellt, aber die Leitartikel waren als Äußerung des Herausgebers anzusehen. „Greeley sagt“, war die übliche Vorrede zu Zitaten aus der Tribune, und in der Tat wurden viele Leitartikel unterzeichnet. James Gordon Bennett, Samuel Bowles (1826–1878), Horace Greeley und Henry J. Raymond waren die herausragenden Persönlichkeiten der damaligen Zeit. Bennett entzog vor allem seine Zeitung der Parteikontrolle. Sein großer Einfluss resultierte aus der Tatsache, dass er ein Genie in der Erfassung und Präsentation von Nachrichten war. Bennett diskutierte nicht über seine Leitartikel, denn er verfügte nicht über große moralische, soziale oder politische Ideale und seine Einwirkungen waren immer gesetzlos und unberechenbar, was in dieser Epoche kaum als charakteristisch angesehen wurde. Bowles, Greeley und Raymond waren für eine vollständige Präsentation und für eine liberale Erörterung aller Fragen, die eine öffentliche Betroffenheit auslösten. Aus einer völlig unabhängigen Position verfolgten sie im In- und Ausland alle Bewegungen, die im In- und Ausland von Interesse waren. Sie waren aufrechte und unabhängige Redakteure, die in verschiedenem Maß begabt waren, philosophisch und praktisch mit der Qualität der Diplomatie umzugehen. Ihre Zeitungen waren mächtige Meinungsbildner in einer kritischen Phase der Geschichte der Nation.
Der Nachrichtenbereich wurde stark erweitert, der Stil wurde verbessert, Interviews verliehen den Dialogen und den direkten Zitaten Leichtigkeit und Frische. Die Berichterstattung über Unternehmen, Märkte und Finanzen erfuhr eine deutliche Verbesserung. Die literarische Abteilung einiger Zeitungen wurde von Mitarbeitern geleitet, die sich durchaus mit heutigen Standards messen können. Ein ausländischer Informationsdienst wurde entwickelt, der das Nachrichtenmaterial in hervorragender Weise aufbereitete und damit das bisher höchste Niveau im amerikanischen Journalismus erreichte. Ein beliebter Sonderbeitrag der Zeitungen waren die Reiseberichterstattungen der Herausgeber und ihrer Redakteure. Olmsted, Greeley, Bennett, Bayard Taylor und viele andere beobachteten das Leben und die Bedingungen im In- oder Ausland. Sie schrieben zu diesem Zweck so unterhaltsame Berichte, dass zum Beispiel die von Olmsted und Taylor immer noch Quellen der Unterhaltung oder der Information sind.

#### Horace Greeley – New York Tribune
Horace Greeley gründete 1841 die einflussreiche New York Tribune, eine Tageszeitung, gewidmet den Reformen und dem wirtschaftlichen Fortschritt. Sie zeigte die besten Eigenschaften des neuen halb unabhängigen persönlichen Journalismus, basierend auf politische Anfänge und inspiriert mit einer Begeisterung für die Aufgabe, welches ein edles Merkmal der Zeit war. Greeleys Ehrgeiz war es, die Tribune nicht nur zu einer guten Zeitung seiner Partei zu machen, sondern auch zur ersten Zeitung in Amerika. Dies gelang ihm durch die Vereinigung einer gewissen idealistischen Prägung mit einer praktischen Anziehungskraft, die keine andere Zeitung besaß. Sein treffsicheres Urteil versetzte ihn in der Lage, kompetente Mitarbeiter für die Tribune zu gewinnen. Von Anfang an vertraten die Mitarbeiter umfassende Interessen und Vorlieben in der Welt der Gedanken als auch in der Welt des Handelns. Eine hervorragende Qualität in den Fähigkeiten und in der Organisation war das Ergebnis seines Elans. Dazu gehörten auch George M. Snow, George William Curtis, Charles Anderson Dana, George Ripley, William H. Fry, Margaret Fuller, Edmund Quincy und Charles T. Congdon. Es ist leicht zu verstehen, wie mit einer solchen Gruppe von Schriftstellern die Idee der literarischen Zeitung, die seit Anfang des Jahrhunderts bestand, zu ihrer größten Vollkommenheit fortschreiten sollte.

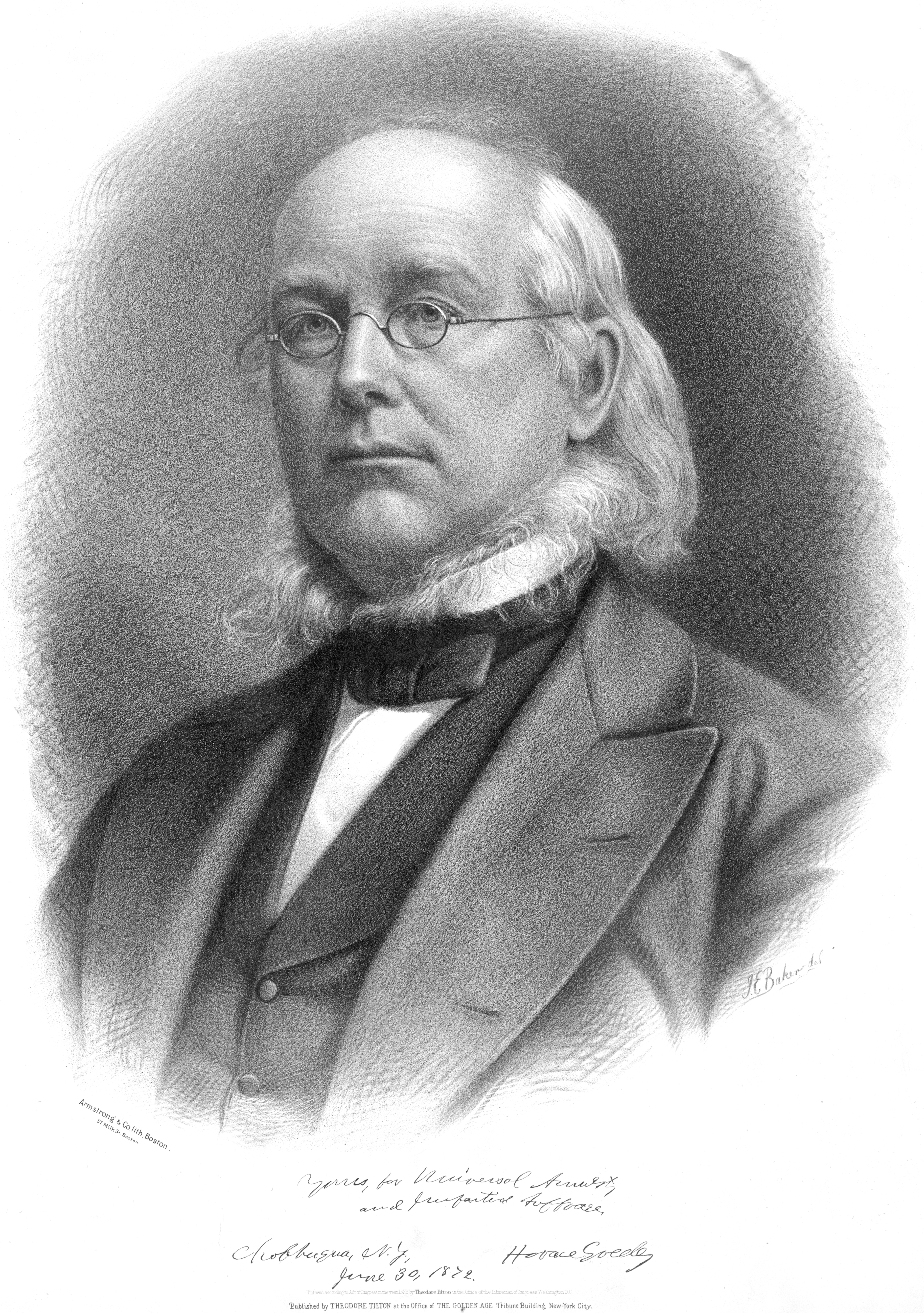
Horace-Greeley, amerikanischer Zeitungsverleger

Die große Stärke der New York Tribune lag zweifellos in ihrer selbstlosen Sympathie mit allen Idealen und Gefühlen, welche die öffentliche Meinung in den 1840er und in den 1850er Jahren bewegten. „Wir können es uns nicht leisten“, schrieb Greeley, „jede ungeprüfte Idee, die einen moralischen, intellektuellen und sozialen Zustand der Menschheit zu verbessern vorschlägt, abzulehnen.“ Weiterhin war er der Ansicht, dass ein offenes Ohr für die Klagen über Unrecht und Leid, der richtige Kurs für einen Herausgeber sei, obwohl sie eine Interessenvertretung nie zurückerstatten können und in erster Linie die Unterstützer der Zeitung verärgerten. In Übereinstimmung mit diesen Prinzipien unterstützte Greeley alle Vorschläge zur Verbesserung der Lage der arbeitenden Menschen durch industrielle Erziehung, durch verbesserte Anbaumethoden, oder sogar durch radikale Mittel wie die sozialistische Fourier Association. Er befürwortete stark den Schutzzoll, weil er glaubte, dass er zum Vorteil des Arbeiters war. Mit gleichem Elan führte er die Diskussion über Frauenrechte, mit besonderer Betonung der Gleichheit des wirtschaftlichen Status von Frauen. Daneben gab es zahlreiche kleinere Themen, bei denen die New York Tribune ihren Geist des Liberalismus zeigte, wie die Reform der Temperenzbewegung, die Unabhängigkeitsbestrebungen Irlands, die Todesstrafe und die Befreiung Ungarns. Die New York Tribune setzte mit ihrer seriösen Berichterstattung, vor allem aufgrund ihrer umfangreichen Nachrichten, sowie den Feuilletons, neue Maßstäbe im amerikanischen Journalismus.
Die wichtigste Frage der Zeit war die Abschaffung der Sklaverei. Greeleys Ansichten waren eng mit der Politik seiner Whig-Partei verbunden. Die New York Tribune galt als das führende Blatt der Whig-Partei in New York City. Seine Abneigung gegen die Sklaverei basierte auf moralischen und ökonomischen Gründen. Als einer der führenden Abolitionisten trat er vor und während des Amerikanischen Bürgerkriegs für die Abschaffung der Sklaverei im Süden der Vereinigten Staaten ein. Er war ein kritischer Unterstützer der Politik von Abraham Lincoln, griff den Präsidenten aber mehrfach publizistisch wegen des in seinen Augen zu zögerlichen Vorgehens in der Sklavenfrage an. Zwischen 1850 und 1854 übte Horace Greeley als Herausgeber einen erheblichen Einfluss auf die öffentliche Meinung im Norden der Vereinigten Staaten aus. Die Auflage der Tribune belief sich 1850 auf etwa 60.000 Exemplare und betrug 1854 bereits 112.000 Exemplare pro Woche. Selbst diese Auflagenstärke war nicht allein entscheidend für den Einfluss der Tribune, sondern die Verteilung in den Landregionen, wo sich mehrere Leser ein Exemplar teilten. Für die Menschen in den Adirondack Mountains war die Tribune eine politische Bibel, so dass die Demokraten in dieser Region in der Minderheit waren. Das Blatt wirkte anziehend auf solide und gedankenvolle Menschen und wurde auch in Ohio, Wisconsin und in Illinois gelesen. Am Vorabend des Bürgerkriegs wurden von der New York Tribune landesweit 300.000 Exemplare verbreitet. Die Arbeit von Greeley und seinem Team erweiterten in diesen Jahren den Horizont des amerikanischen Journalismus.

#### Henry Jarvis Raymond – New York Times
Henry Jarvis Raymond begann seine journalistische Karriere 1841 bei der New York Tribune und sammelte weitere Erfahrungen in der journalistischen Arbeit bei James Watson Webbs respektablen, altmodisch politischen Courier and Enquirer. Raymond war der Meinung, dass eine Art von Zeitung gefragt war, die zwischen dem Moralisten und Reformer Greeley und dem zynischen, unmoralischen Neuigkeitskrämer Bennett eine Mittelstellung einnehmen sollte. Er konnte Freunde für sein Projekt interessieren, wodurch er in der Lage war 100.000 US-Dollar Startkapital für sein Unternehmen aufzutreiben. Diese Summe ist bezeichnend für die Entwicklung des amerikanischen Journalismus. Greeley hatte zehn Jahre zuvor die Tribune mit einem Kapital von 10.000 US-Dollar begonnen und Bennett hatte bei der Gründung des Herald überhaupt kein Geld zur Verfügung. Auf dieser soliden finanziellen Grundlage, gründete Raymond mit George Jones zusammen das Unternehmen Raymond, Jones & Company, welches am 18. September 1851 die New York Daily Times herausgab, die nach der Übernahme durch Adolph Ochs 1896 in The New York Times umbenannt wurde. Sie war von Anfang an eine erfolgreiche Zeitung. Er perfektionierte seine Nachrichtenbeschaffung, indem er seine vertrauten Bekanntschaften ins Spiel brachte, um die Informationsquellen zu erschließen. Vor allem setzte er einen neuen Standard für ausländische Dienstleistungen. Die amerikanische Öffentlichkeit hatte nie ein allgemeineres und intelligenteres Interesse an den europäischen Angelegenheiten als in den mittleren Jahren des 19. Jahrhunderts. Die führenden Zeitungen richteten ihre ganzen Anstrengungen auf die Erhaltung und Verbesserung ihres auswärtigen Nachrichtendienstes. Raymond verwendete einen kurzen Urlaub in Europa für seine Arbeit, ein System von vertrauenswürdigen Korrespondenzen aufzustellen. Die Journalisten, die aus den Nachrichtenzentren Europas schrieben, waren Personen, die über ein breites politisches Wissen, Erfahrungen und Sozialkonsequenz verfügten. Sie hatten die Zeit und die Fähigkeit, ihre Arbeit gründlich, sorgfältig, intelligent und ohne oberflächliche Sensationsbemühungen in unverantwortlicher Eile und mit ungenauen Verkürzungen auszuführen, die erst mit der Verlegung der Telefonkabel im Atlantik aufkamen.

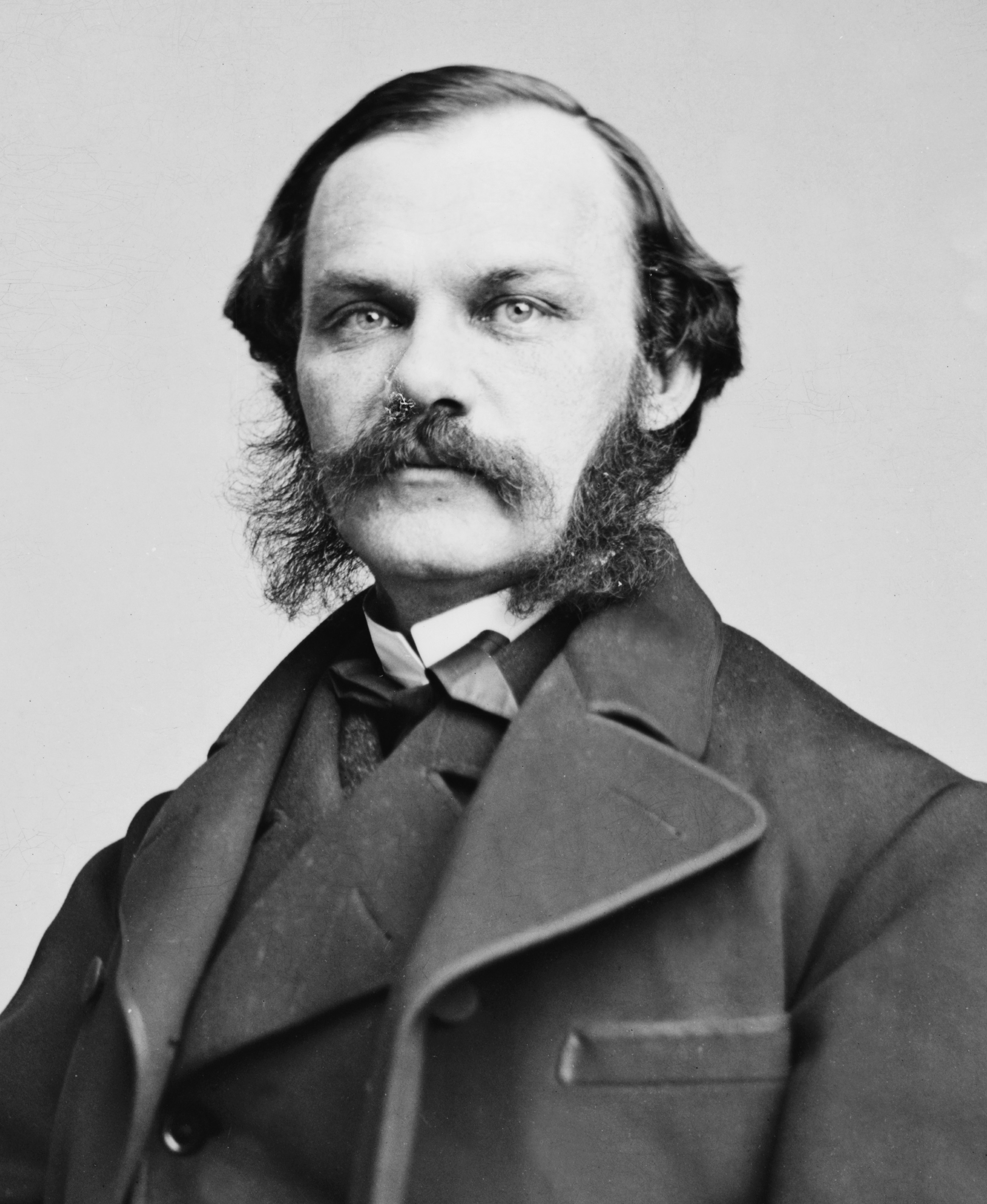
Henry Jarvis Raymond, amerikanischer Zeitungsherausgeber

Raymond hatte die Idee seines Journalismus in der New York Times angekündigt und markierte damit einen weiteren Fortschritt gegenüber den Parteiprinzipien seiner Vorgänger. Er war der Meinung, dass eine Zeitung einmal die Rolle einer parteiischen Zeitung übernehmen könnte, ein anderes Mal als Organ eines überparteilichen, unabhängigen Denkens dienen könnte und immer noch von der großen Masse der Leser unter der ständigen Leitung von Prinzipien der loyalen öffentlichen Ordnung angesehen würde. Ein aktives Streben nach politischer Bevorzugung hinderte ihn an der Verwirklichung dieses Ideals. Obwohl er sich nur in jenen Fällen zum Konservatismus bekannte, in denen Konservatismus für das öffentliche Wohl erforderlich war und Radikalismus in allen Fällen, in denen radikale Reformen erforderlich schienen, führte ihn seine Neigung zum Widerspruch gegen die Tribune sowie sein Temperament eindeutig auf die konservative Seite. Er war von Natur aus geneigt, die etablierte Ordnung zu akzeptieren und das Beste daraus zu machen. Änderungen, wenn sie denn eintrafen, sollten nicht durch radikale Agitation und Revolution, sondern durch vorsichtige und schrittweise Entwicklung vollzogen werden. Solche Ideen, wie sie Raymond im Journalismus anwendete, appellierten an den gemäßigten Menschen, spiegelten die Meinung einer großen und einflussreichen Klasse irgendwo zwischen fortgeschrittenen Denkern, Theoretikern und der Masse der Menschen, die eher von Leidenschaften des Beifalls oder des Protestes als von der Vernunft beherrscht wurden.
Es war vor allem der Ton der New York Times, in dem sie sich von anderen Zeitungen ihrer Zeit unterschied. In seiner Erstausgabe verkündete Raymond seine Absicht, in einer gemäßigten und sachlichen Sprache zu schreiben und so selten wie möglich leidenschaftlich zu werden: „Es gibt wenige Dinge in dieser Welt, über die es sich zu ärgern lohnt, und dies sind gerade die Dinge, die durch Ärger nicht verbessert werden.“ Sein Stil war sanft, ehrlich und entschieden, und erreichte seine Ziele durch Leichtigkeit, Klarheit und Mäßigung anstatt durch mächtige Inbrunst und Schmähungen. Seine Leitartikel waren im Allgemeinen vorsichtig, unpersönlich und formvollendet. Mit reichlicher Selbstachtung und Höflichkeit vermied er vulgäre Beschimpfungen von Einzelpersonen, ungerechte Kritik oder engstirnige und persönliche Sichtweisen. Er hatte den Grad und die Art von Intelligenz, die ihn befähigte, zwei Prinzipien des modernen Journalismus – Anwendung der Sozialethik im redaktionellen Verhalten und die Aufrechterhaltung einer umfassenden Stimmung – zu beachten.
Raymonds Beitrag zum Journalismus war nicht die Einführung revolutionärer Neuerungen in jeder Redaktionsabteilung, sondern eine allgemeine Verbesserung und Verfeinerung des Umgangstons, eine Abwägung seiner Teile, sensibilisierend, dezent und kultiviert für den populären Geschmack. Mit der englischen Times als Vorbild, versuchte er in seiner Zeitung die englischen Standards der Vertrauenswürdigkeit, Stabilität, Integration und Exklusivität, umzusetzen. Durch ihre gründliche und umfassende Berichterstattung galt die New York Times als beste im amerikanischen Journalismus.

## Massenmärkte, Sensations- und Enthüllungsjournalismus ab 1890

### Muckraker
Als Muckraker (engl. für Mistkratzer, Schmutzfink, Nestbeschmutzer) wurden am Anfang des 20. Jahrhunderts amerikanische Journalisten und Schriftsteller bezeichnet, die als Väter des investigativen Journalismus, auch als Enthüllungsjournalismus bezeichnet, gelten können. Der Veröffentlichung geht dabei eine langwierige, genaue und umfassende Recherche voraus. Muckrakers veröffentlichten wahrheitsgemäße Berichte, die eine Vielzahl von sozialen Fragen, wie politische Korruption, Wirtschaftskriminalität, Kinderarbeit, Bedingungen in Slums und Gefängnisse, unhygienischen Bedingungen in lebensmittelverarbeitenden Betrieben, betrügerische Behauptungen von Herstellern von patentfreien Arzneimitteln, Erpressung im Arbeitsbereich und ähnliche Themen behandelten. Diese sozialen Missstände wurden in Bücher und in Artikel für populäre Zeitschriften und Zeitungen wie den Cosmopolitan, The Independent und Colliers Weekly angeprangert und begierig durch die wachsende Mittelschicht der USA gelesen.
Ein Beispiel für eine zeitgenössische Arbeit des Enthüllungsjournalismus ist Ralph Naders Buch Unsafe at Any Speed, das 1965 herausgegeben wurde. Nader, ein Verbraucherschutzanwalt, erwähnt in diesem Buch die Konstruktionsschwächen vieler amerikanischer Automobile, speziell die von General Motors. Insbesondere kritisierte Nader den mangelnden Schutz von Passagieren in sich überschlagenden Cabriolets. Das Buch hatte Anhörungen im Kongress und eine Reihe von Gesetzen zur Folge, welche zur Verbesserung der Sicherheit von Kraftfahrzeugen beitragen sollten. Diese Veröffentlichung war eine Pionierleistung des investigativen Journalismus, ein offen polemisch, aber mit ausführlichen Referenzen und Material von Branchen-Insidern untermauertes Buch. Dieser Stil wurde oft nachgeahmt.
Ein weiteres Beispiel für den Enthüllungsjournalismus ist die Aufdeckung der Watergate-Affäre durch die amerikanischen Journalisten Bob Woodward und Carl Bernstein von der Washington Post. Der Muckraker Seymour Hersh wurde 1969 weltbekannt, als er über das Massaker von My Lai 1968, bei dem amerikanische Soldaten über 500 Bewohner eines vietnamesischen Dorfes umgebracht hatten, berichtete. 2004 sorgte Hersh erneut für Aufsehen, als er maßgeblich den Folterskandal um das Abu-Ghuraib-Gefängnis im Irak in den amerikanischen Medien publizierte.

#### Früher Enthüllungsjournalismus
Ursprünglich wurde der Begriff Muckraker in einem abwertenden Sinne gebraucht, doch bald entwickelte sich eine positive Konnotation in der öffentlichen Meinung. Er ist eng mit einer Reihe von wichtigen Journalisten und Schriftstellern assoziiert, die in den 1890er Jahren bis hin in den 1920er Jahren, eine Zeit die etwa gleichzeitig mit der Progressiven Ära in den Vereinigten Staaten zusammen fiel, als Muckraker tätig waren.
- Nellie Bly (1864–1922) – Mit ihrer Veröffentlichung von Ten Days in a Madhouse deckte Bly die skandalöse Behandlung der Insassinnen in einem psychiatrischen Krankenhaus auf, in das sie sich einweisen ließ. In der Folge führten ihre Enthüllungen zu dramatischen Veränderungen in der finanziellen Ausstattung der Anstalten, der Überprüfung, der Einweisungen und der Betreuung.
- Thomas W. Lawson (1857–1925) – In seinem Buch Frenzied Finance (dt. Finanzwahnsinn) kritisierte er 1905 die Machenschaften von Amalgamated und Manipulationen in der Entwicklung der von ihm mitgegründeten Amalgamated Copper Company.
- Fremont Older (1856–1935) – Er wurde bekannt durch seine Kampagnen gegen die Korruption und in seinen Bemühungen im Fall Thomas Mooney, der zu Unrecht wegen eines Verbrechens, das er nicht begangen hatte, verurteilt wurde und dafür 22 Jahre im Gefängnis saß, bevor er 1939 begnadigt wurde.[89]
- Lincoln Steffens (1866–1936) – Er war Redakteur beim McClure’s Magazine, wo er als Teil eines berühmten Muckraker Trios, zusammen mit Ida Tarbell und Ray Stannard Baker tätig war. Er war auf Korruptionsfälle von Politiker und Regierungsangestellte spezialisiert. 1904 wurden seine Artikel in The Shame of the Cities (dt. Die Schmach der Städte) veröffentlicht, mit denen er versuchte die öffentliche Korruption in vielen großen Städten in den Vereinigten Staaten aussetzen. Sein Ziel war es, einen öffentlichen Aufschrei zu provozieren und so eine Verwaltungsreform zu fördern.[90]
- Charles Edward Russell (1860–1941) – Er schrieb als Schriftsteller und Redakteur für das Minneapolis Journal, die Detroit Tribune, der New York World, für William Randolph Hearsts Cosmopolitan und den New York Herald, sowie für die New York American und den Chicago American. Seine Artikel behandelten soziale Veränderungen in Amerika zu Beginn des 20. Jahrhunderts, wie die Schlachthöfe von Chicago, die Mietskasernen, die Gefängnisse und die Probleme der Farmer. Russells Berichte über die korrupten Praktiken und unmenschlichen Bedingungen in den Union Stock Yards waren die Inspiration für Upton Sinclairs Roman The Jungle (1906), der einen nationalen Aufruhr verursachte und zu entsprechenden Reformen führte.[91]
- Ida Minerva Tarbell (1857–1944) – Sie wurde durch ihr Buch The History of the Standard Oil Company (1904) bekannt, das in 19 Fortsetzungen im McClure’s Magazine veröffentlicht wurde. Dieses Buch war ein Wegweiser des Enthüllungsjournalismus und inspirierte viele andere Journalisten dazu, über die Monopolgewinnung großer Unternehmen, in Ermangelung einer starken kartellrechtlichen Rechtsprechung im 19. Jahrhundert, in den verschiedenen Branchen zu berichten.[92]
- Burton J. Hendrick (1870–1949) – Er war als Muckraker für McClure’s Magazine tätig. 1906 schrieb er einen Artikel über die Lebensversicherungen und enthüllte deren Praktiken.
- Westbrook Pegler (1894–1969) – Er war ein ausgesprochener, kontroverser Reporter des Enthüllungsjournalismus. Mit seiner Berichterstattung über die Schutzgelderpressung in den Gewerkschaften gewann er 1940 den Pulitzer-Preis.[93]
- I.F. Stone (1907–1989) – Isidor Feinstein Stone gab am 17. Januar 1953 seine eigene politische Zeitung, die IF Stone’s Weekly heraus. Von Anfang an hatte die IF Stone’s Weekly (von 1953 bis 1967 und als IF Stone’s Bi-Weekly von 1967 bis 1971) einen weit größeren Einfluss auf die Öffentlichkeit als nur auf seine 5300 Abonnenten. Als einziger Autor erstellte Stone in seinen Artikeln eine Mischung aus Witz, Gelehrsamkeit und politischen Kommentar her. Da er keinen Zugang zu Insider-Informationen hatte, war er gezwungen, sich auf offizielle Dokumente für seine Quellen stützen. Durch seine Parteinahme für unpopuläre Ursachen, erwarb er sich schnell einen guten Ruf, weil er die Regierung mit ihren eigenen Beweisen anklagen konnte. In den 1950er Jahren deckte die Weekly Themen von McCarthyismus, über Verteidigungsausgaben, die Sowjetunion, den Obersten Gerichtshof und die Bürgerrechte ab. Stone kritisierte bereits seit 1954 in lang anhaltenden Diskussionen die amerikanischen Engagements in Vietnam. 1963 bezeichnete er die Bemühungen um Südvietnam als gescheitert.[94]
- George Seldes (1890–1995) – George Seldes war der Erfinder der modernen investigativen Berichterstattung, er interviewte Lenin, Trotzki, Freud, Einstein und Paul von Hindenburg. Sein journalistischer Erfolg hat ihn nie blind für gravierende Mängel in der amerikanischen Presse werden lassen. Als 1928 seine Artikel für die Chicago Tribune über die Endphase der mexikanischen Revolution erst veröffentlicht wurden, nachdem das US State Department der Beurteilung der Situation zugestimmt hatte, erklärte er seine Arbeit mit den Mainstream-Medien als beendet. Seldes schrieb eine Reihe von einflussreichen Büchern, wie Freedom of the Press (1935) und Lords of the Press (1938), in den er die Presse-Barone angreift, die Nachrichten verdrehen, um ihren eigenen wirtschaftlichen Interessen zu dienen. 1940 gründete er eine Wochenzeitung, die investigative Berichterstattung sowie Kritik an der Pionierarbeit der Presse zuließ. Er enthüllte Tatsachen, über die keine andere Publikation berichten würde, beispielsweise über lukrative Abkommen mit Hitler und Mussolini, sogar nach Beginn des Zweiten Weltkriegs. Er berichtete über die Verbindungen zwischen dem Rauchen und der Krebserkrankung. Die Tatsache, dass die meisten Amerikaner bis zum Surgeon General’s Report 1964 jahrzehntelang nichts über die Gefahren des Rauchens gehört hatten, ist als Beweis für die Macht der Tabakindustrie und anderer großer Werbekunden anzusehen.[95]

#### Zeitgenössischer Enthüllungsjournalismus
Der investigative Journalismus erlebte in den 1970er Jahren eine Hochphase, als Journalisten großer Zeitungen eine Reihe von politischen Skandalen aufdeckten. Zu diesen zeitgenössischen Muckrakers zählen unter anderen:
- Wayne Barrett – Barrett ist ein investigativer Journalist und leitender Redakteur der Village Voice. Er schrieb eine Untersuchungsbiografie über Rudy Giuliani als Bürgermeister von New York City.[96]
- Richard Behar – Behar ist ein investigativer Journalist und zweifacher Gewinner des Jack Anderson Award. Er wurde von dem Journalisten Anderson als „einer der verbissensten Wachhunden im amerikanischen Enthüllungsjournalismus“ bezeichnet.[97] Von 1982 bis 2004 arbeitete Behar in dem Stab von Forbes, Fortune Magazine und Time. Im Jahr 2005 lancierte Behar das Projekt Klebnikov, um Aufschluss über den Moskauer Mord an dem Forbes-Redakteur Paul Klebnikov zu bekommen.
- Barbara Ehrenreich – Ehrenreich ist eine investigative Journalistin und Verfasserin von Sachbüchern. In ihrem Buch Nickel and Dimed: On (Not) Getting By In America (2001) beschreibt sie die Erfahrungen, die sie im Selbsttest gemacht hat, um für einige Monate das Alltagsleben der „Working Poor“ zu erkunden. Mit dieser investigativen Veröffentlichung wollte Ehrenreich auf soziale Probleme der amerikanischen Gesellschaft hinweisen.[98]
- Juan Gonzalez – Gonzalez ist ein investigativer Reporter und Kolumnist der New York Daily News. Er schrieb ein Buch über Rudy Giuliani und George W. Bush, das sich mit dem Umgang und den Nachwirkungen des 11. September 2001 befasst. Er war der erste Reporter, der durch seine ausführliche Berichterstattung in der New York Daily News über die gesundheitlichen Auswirkungen durch den 11. September 2001 am Ground Zero, die Öffentlichkeit informierte.
- Amy Goodman – Goodman ist eine amerikanische Journalistin, Buchautorin und Fernsehmoderatorin. Bekanntheit erlangte sie durch die von Pacifica Radio WBAI präsentierte tägliche Sendung Democracy Now!. Amy Goodman setzt sich vor allem für Demokratie und Menschenrechte ein sowie für die Unabhängigkeit der Medien.
- John Howard Griffin (1920–1980) – Griffin war ein amerikanischer Autor. Er wurde berühmt durch sein Buch Black Like Me (1961): Griffin hatte als Weißer seine Haut künstlich gedunkelt um die Rassendiskriminierung als Schwarzer zu erfahren.[99]
- Malcolm Johnson (1904–1976) – Johnson war ein investigativer Journalist der in den 1940er und 1950er Jahren in der New York Sun, seine 24-teilige Serie über die organisierte Kriminalität im New Yorker Hafen veröffentlichte und damit 1949 den Pulitzer-Preis für Lokalreportagen gewann.[100]
- Jonathan Kwitny (1941–1998) – Kwitny schrieb zahlreiche Artikel für das investigative The Wall Street Journal. Seine Berichterstattung über die korrupten Machenschaften von mehreren Personen, die für den Präsidenten Ronald Reagan arbeiteten, sorgten als Ergebnis seiner Untersuchungen für die Entlassung von Richard V. Allen (National Security Adviser) und J. Lynn Helms (Federal Aviation Administrator).[101]
- Joshua Micah Marshall – Marshall arbeitet als investigativer Journalist beim New York Times Magazine und gründete die Talking Points Memo (TPM), eine der beliebtesten und angesehensten Seiten in der Blogosphäre. 2007 enthüllte Marshall einen nationalen Skandal, der zur Entlassung von US-Anwälten der Bush Administration führte und ihm den Polk Award for Legal Reporting einbrachte.[102] Seine hartnäckige investigative Berichterstattung hatte auch das Interesse durch die traditionellen Medien geweckt und führte zum Rücktritt von Justizminister Alberto Gonzales.[103] Auch wirkte er an der Aufklärung der Duke Cunningham Affäre (Bestechung und Steuerhinterziehung eines Kongressabgeordneten) mit.[104]
- Mark Crispin Miller – Miller schreibt in seinem Buch Fooled Again, dass die US-Präsidentschaftswahlen 2000 und 2004 gestohlen wurden. Seine Behauptung, dass die Ergebnisse beider Wahlen verändert und von einer kleinen Minderheit gesteuert wurden, belegte er durch eine umfangreich recherchierte Dokumentation. In seinem Buch behauptet er, dass die amerikanische Bevölkerung nicht mehr davon ausgehen kann, dass ihre Stimmen korrekt beurteilt werden und das die Installation von elektronischen Wahlmaschinen in den einzelnen Staaten ein fundamentaler Fehler im US-Wahlsystem ist.[105]
- Allan Nairn – Nairn ist ein amerikanischer Ermittlungsjournalist, der durch seine Inhaftierung durch das indonesische Militär während einer Reportage auf Osttimor bekannt wurde. Seine schriftlichen Arbeiten konzentrieren sich auf die US-Außenpolitik in Ländern wie Haiti, Indonesien und Osttimor. Seine späteren Berichte trugen dazu bei, den US-Kongress 1993 zur Einstellung der Militärhilfe an Indonesien zu bewegen.
- Jack Newfield (1938–2004) – Newfield schrieb als Kolumnist für die New York Post mehrere Artikel über den Machtmissbrauch durch Regierungsvertretern und Geschäftsleuten. Er schrieb mehrere Bücher, beispielsweise seine Einschätzung von New Yorks Bürgermeister Rudy Giuliani in The Full Rudy, wofür er 2003 den American Book Award verliehen bekam.[106]
- Greg Palast – Palast ist ein Vertreter des investigativen Journalismus. Bekannt wurde er im Jahr 2000, als er über Manipulationen an den Wählerregistern in Florida berichtete. Er schrieb mehrere Artikel über die Macht von Großkonzernen und arbeitet häufig mit Gewerkschaften und Verbraucherschutzorganisationen zusammen. Im Jahre 2002 schrieb er das Buch The Best Democracy Money Can Buy, das sich mit der Globalisierung, der Korruption in den USA und Manipulationen während der Präsidentschaftswahl 2000 auseinandersetzt.[107]
- Geraldo Rivera – Geraldo Rivera war in New York City als Reporter für Eyewitness News tätig. 1972 sammelte er internationale Aufmerksamkeit und gewann einen Peabody Award für seinen Bericht über die Vernachlässigung und Missbrauch von geistig behinderten Patienten in Staten Island’s Willowbrook State School.[108] Seine Enthüllungen führten zu einschneidenden Reformen.
- Hunter S. Thompson (1937–2005) – Thompson war ein amerikanischer Journalist und Autor, den man die Erfindung des Gonzo-Journalismus zugute schreibt. Ende der 1960er Jahre war er einer der ersten Autoren des neuen Magazins Rolling Stone. Thompsons exzentrischer und ausschweifender Lebens- wie Schreibstil war einer der Gründe für den Erfolg des Rolling Stone. In dieser Zeit schuf sich Thompson seine ganz persönliche Form, den von ihm so genannten Gonzo-Journalismus.[109]
- Gary Webb (1955–2004) – Webb war ein amerikanischer investigativer Journalist und ein Pulitzer-Preisträger. Bekannt wurde er 1996 durch eine unter dem Titel Dark Alliance in der San Jose Mercury News veröffentlichte Artikelserie, in der er detailliert und mit zahlreichen Dokumenten und Zeugenaussagen belegt, die Verbindungen der CIA zum organisierten Drogenhandel beschrieb. Infolge der scharfen Kritik großer US-Zeitungen an der umfangreich dokumentierten Artikelserie kündigte er seinen Job bei der San Jose Mercury News und konnte beruflich nie wieder Fuß fassen.

### Sensationsjournalismus (Yellow Press)
Der Begriff Yellow Journalismus oder Yellow Press entstand im amerikanischen Gilded Age des späten 19. Jahrhunderts, während der Verteilungskämpfe zwischen Joseph Pulitzers New York World und William Randolph Hearsts New York Journal zwischen 1895 und 1898. Yellow Journalismus ist eine abwertende Bezeichnung für einen Journalismus der Sensationsgier und Skandalisierung, Chauvinismus oder andere unethische oder unprofessionelle Praktiken von Medien, Organisationen oder einzelnen Journalisten. Die Yellow Press Zeitschriften werden umgangssprachlich auch als „Regenbogenpresse“ bezeichnet.

#### Pulitzer gegen Hearst

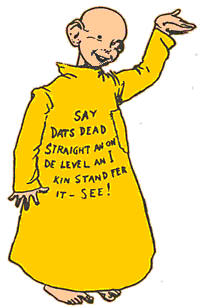
The Yellow Kid

Sowohl Pulitzers New York World als auch Hearsts New York Journal wurde von den Kritikern die sensationelle Darstellung von Nachrichten vorgeworfen, um ihre Auflagen in die Höhe zu treiben, obwohl beide Zeitungen eine seriöse Berichterstattung betrieben. 1885 wurde erstmals der Farbdruck in der Herstellung von Zeitungen verwendet, als in der World ein Comic-Strip des Zeichners Richard Outcault erschien, dessen Hauptperson, ein kleiner Junge, ein langes gelbes Hemd trug. Nach ihm wurde die Serie The Yellow Kid genannt. Nachdem der Comic-Markt immer beliebter wurde, veröffentlichten auch die Zeitungen von Pulitzer und Hearst die Yellow Kid Serie, während ihres Krieges der Auflagensteigerung. Anfang 1897 prägte Ervin Wardman, Herausgeber der bedächtigen New York Herald den Begriff „Yellow Journalismus“, dieser Begriff wird bis zum heutigen Tage für den Sensationsjournalismus verwendet.
1878 kaufte Joseph Pulitzer die St. Louis Westliche Post, eine deutsche Zeitung und die St. Louis Dispatch. Er fusionierte die beiden Zeitungen und benannte sie in St. Louis Post-Dispatch um. Sie war die dominierende Tageszeitung in St. Louis. 1883 kaufte Joseph Pulitzer die New York World. Um die New York World unterhaltsam zu gestalten, füllte er seine Zeitung mit Bildern, Spielen, Wettbewerben und Kriminalberichterstattungen. Mit reißerischen Schlagzeilen zog er neue Leser an. Pulitzer verkaufte seinen Abonnenten die New York World für zwei Cent pro Ausgabe, dafür bekamen sie zwischen 8 und 12 Seiten Information geboten. Die einzige andere Zwei-Cent-Zeitung in der Stadt überschritt nie den sonst üblichen Umfang von vier Seiten.

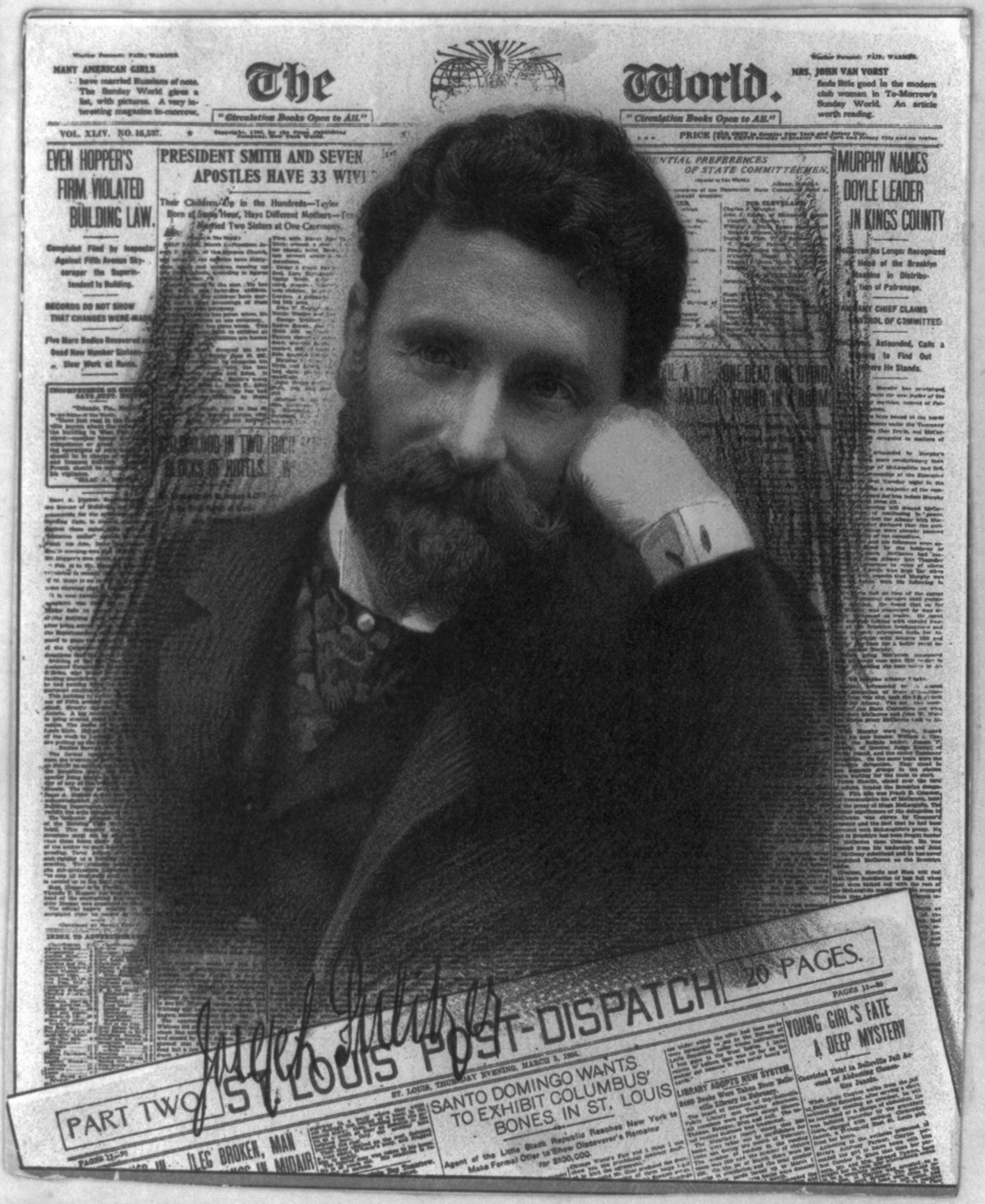
Joseph Pulitzer, amerikanischer Zeitungsverleger

In der New York World wurden zwar viele sensationelle Berichte veröffentlicht, aber sie waren nicht der dominierende Teil der Berichterstattungen. Pulitzer glaubte, dass Zeitungen als öffentliche Institutionen die Pflicht hätten, die Gesellschaft zu verbessern, und er legte die New York World in den Dienst der sozialen Reform.
Nur zwei Jahre nachdem Pulitzer die New York World erstand, hatte seine Zeitung, zum Teil durch seine starke Bindung an die Demokratische Partei unterstützt, die höchste Auflage aller Zeitungen in New York. Der Erfolg der New York World veranlasste die anderen Herausgeber Pulitzers Blatt zu kritisieren. Sie zerrissen seine Kriminal- und Skandalberichte, während seine seriöse Berichterstattung ignoriert wurde. Dies waren Trends, welche die populäre Wahrnehmung des gelben Journalismus beeinflussten. Charles Dana, Redakteur der New York Sun, griff die New York World an und unterstellte Pulitzer einen Mangel an Urteils- und Durchhaltevermögen.
William Randolph Hearst war von Pulitzers Ansatz beeindruckt. Er erwarb von seinem Vater George Hearst 1887 den San Francisco Examiner. Hearst las während seines Studiums an der Harvard University die New York World und beschloss, das gleiche mit dem San Francisco Examiner zu machen. Unter seiner Führung widmete der San Francisco Examiner 24 % seines Zeitungsumfanges der Kriminalität. Der Examiner präsentierte seine Berichte über Ehebruch und „Nacktheit“, nach den Moralnormen des 19. Jahrhunderts, auf der Titelseite. Hearst konnte mit seiner übertriebenen Art der Berichterstattung über Verbrechen auch Behörden wachrütteln. Beispielsweise griff er mit seiner Veröffentlichung über eine „Bande von Mördern“ die Polizei an, dass sie seine Reporter zwinge, ihre Arbeit für sie zu tun. Trotz dieser Kriminalberichterstattung erhöhte der San Francisco Examiner den Umfang für internationale Nachrichten und schickte seine Reporter aus, um städtische Korruption und Ineffizienz aufzudecken. Beispielsweise wurde die Examiner-Reporterin Winifred Black in ein Krankenhaus von San Francisco eingeliefert; dabei stellte sie fest, dass Frauen der bedürftigen Gesellschaftsschicht mit „grober Grausamkeit behandelt wurden“. Nach der Veröffentlichung des Missstandes im San Francisco Examiner wurde das gesamte Krankenhauspersonal entlassen.

#### Boulevardpresse in New York City
Durch den Erfolg mit seinem San Francisco Examiner angespornt, war Hearst auf der Suche nach einer New Yorker Zeitung. 1895 erwarb er das New York Journal, eine Penny-Zeitung, die Pulitzer Bruder Albert ein Jahr zuvor an den Cincinnati Verlag verkauft hatte.
Nachdem in den 1890er Jahren die Kaufhauswerbung entdeckt wurde, sahen die weltoffenen Zeitungen eine Basis zur Erhöhung ihrer Auflagen. Hearst verfuhr nach der früheren Strategie Pulitzers und hielt den Zeitungspreis bei einem Cent, im Vergleich zu der New York World, die zwei Cent kosteten. Dabei bot er den gleichen Informationsumfang wie die rivalisierenden Zeitungen an. Das Konzept griff und die Auflage des New York Journal stieg auf 150.000 Exemplare. Anhand des Erfolges seines Rivalen, senkte auch Pulitzer den Preis für die New York World auf einen Cent, in der Hoffnung, seinen jungen Konkurrenten, der von dem Vermögen seiner Familie subventioniert wurde, in den Bankrott zu treiben. Im Gegenzug spannte Hearst 1896 Pulitzer das Personal der New York World aus, indem er einfach mehr Geld angeboten hatte. Pulitzer war ein äußerst schwieriger Mensch im Umgang mit seinen Mitarbeitern, aus diesem Grund waren viele Mitarbeiter bereit die New York World zu verlassen.
Obgleich der Wettbewerb zwischen der New York World und dem New York Journal hart war, hatten beide Zeitungen die gleiche Grundlage. Beide waren demokratisch, beide waren positiv zum Arbeitsmarkt und den Immigranten eingestellt, im scharfen Kontrast zu Herausgeber Whitelaw Reid von der New York Tribune, der die Schuld der moralischen Mängel bei der Armut suchte. Beide Zeitungen investierten enorme Ressourcen in ihren Sonntagspublikationen, die wie Wochenzeitschriften aufgemacht, über den üblichen Umfang des täglichen Journalismus hinaus informierten.
Samuel D. Warren und Louis Brandeis veröffentlichten 1890 in der Harvard Law Review, als eine kritische Reaktion auf die jüngsten technologischen Entwicklungen wie Fotografie und Sensationsjournalismus, den Artikel „The Right to Privacy“, welcher den Begriff der Privatsphäre in den USA begründete und bis heute prägt. Doch trotz seiner anerkannten Bedeutung hat das Konzept der individuellen Privatsphäre sich als schwierig zu handhaben erwiesen.

#### Spanisch-Amerikanischer Krieg 1898
Pulitzer und Hearst schürte die Stimmung der Nation gegen Spanien und beeinflusste deren Einstellung zum Spanisch-Amerikanischen Krieg mit sensationslüsternen Berichterstattungen oder schlichtweg mit Lügen. Jedoch wohnte die überwiegende Mehrheit der Amerikaner nicht in New York City, und die dort lebenden Entscheidungsträger bauten mehr auf seriöse Zeitungen, wie die Times, The Sun oder der Post, statt auf der Yellow Press von Hearst und Pulitzer. Politisch und militärisch fühlten sich die USA in der Lage, Spanien seine Kolonie Kuba streitig zu machen. Ein willkommener Anlass war die Explosion des Schlachtschiffes USS Maine im Hafen von Havanna, die besonders von Hearst und Pulitzer zum Kriegsgrund erklärt wurde. Der in der Hearst-Presse veröffentlichte Schlachtruf lautete: „Remember the Maine, to hell with Spain“ (Denkt an die Maine – Zur Hölle mit Spanien), obwohl zu diesem Zeitpunkt eine spanische Schuld an dem Unglück noch gar nicht zur Diskussion stand. Hearst schickte den Maler Frederic Remington nach Kuba, damit dieser den erwarteten Ausbruch des Krieges zwischen Spanien und den USA illustrierte. Remington fand nach seiner Ankunft in Havanna alles ruhig und friedlich vor und teilte dies Hearst per Telegramm mit. Hearst wies daraufhin seinen Korrespondenten Remington an, in Havanna zu bleiben und Bilder heranzuschaffen, damit er, Hearst, den Krieg heranschaffen könne („You furnish the pictures. I’ll furnish the war.“ W. R. Hearst).
Der Ausbruch der kubanischen Revolution, die Gräueltaten der Spanier als Besatzungsmacht auf Kuba, wurde erst durch die Hearst-Presse in den Vereinigten Staaten von Amerika an die Öffentlichkeit getragen. Dieser anfangs nicht wahrgenommene Konflikt wurde von der sich im Entwicklungs- und Experimentierstadium befindliche Boulevardpresse von New York City zum Agenda-Setting im Auflagenkampf verwendet. Hearst und Pulitzer erkannten das Potenzial für große Schlagzeilen und Sensationsnachrichten, welche gute Verkaufszahlen erwarten ließen, da die Menschen der damaligen Zeit solche Bilder noch nie in einem öffentlichen Medium gesehen hatten. Hearst verkaufte anfangs 77.000 Exemplare seines New York Journals, in kurzer Zeit stieg die Verkaufszahl auf über einer Million Exemplare. Hearst und Pulitzer veröffentlichten in ihren Zeitungen Geschichten über kubanische Rebellen, die gegen die spanische Besetzung kämpften. Diese Berichte weckten Sympathien für Rebellen und beeinflussten die Meinungsbildung der Leser stark. Hearst machte kein Geheimnis daraus, dass er nur einen Krieg für die richtige Lösung des Problems hielt. Durch die Explosion des Schlachtschiffes USS Maine im Hafen von Havanna, war ein Krieg nicht mehr zu verhindern. Um bessere Sensationsnachrichten als Pulitzer veröffentlichen zu können, scheute Hearst keinen Aufwand, beispielsweise warb er Pulitzers besten Journalisten und Illustrator ab.
Mit dem Vermögen, das er durch die guten Geschäfte während des Spanisch-Amerikanischen Kriegs und der Eroberungen der Zeitungsmärkte von San Francisco und New York City verdient hatte, erweiterte Hearst in den folgenden Jahren sein Unternehmen. So gründete er 1900 die Chicago American, 1902 den Chicago Examiner und den Boston American sowie 1904 den Los Angeles Examiner. Diese Ausweitung seines Imperiums sollte ihn auch bei seinem größten Ziel, Präsident der USA zu werden, unterstützen.

#### Entwicklung des Journalismus nach dem Krieg
Als Mitglied der Demokratischen Partei unterstützte Hearst 1900 mit seinen Zeitungen die Präsidentschaftswahlen der Demokraten gegen den Republikaner William McKinley. Als am 6. September 1901 Präsident McKinley durch den Anarchisten Leon Czolgosz beim Besuch der Pan-American Exposition, der Weltausstellung in Buffalo, New York, angeschossen wurde, war die Öffentlichkeit empört, als der Kolumnist Ambrose Bierce und der Redakteur Arthur Brisbane in der republikanischen Presse, Hearst beschuldigten, Leon Czolgosz zur Tat gefahren zu haben. Durch diese Veröffentlichung verlor Hearst an persönliches Prestige und zerstörte seine präsidialen Ambitionen. 1902 und 1904 gewann er als Mitglied der Demokratischen Partei trotzdem die Wahlen zum Repräsentantenhaus. Jedoch ließen ihm seine Zwei-Millionen-Kampagne für die Präsidentschaftswahl und die Verwaltung seiner Zeitungen wenig Zeit für die Pflichten im Kongress. Trotz allem fand Hearst noch Zeit, sich 1905 der Wahl zum New Yorker Bürgermeister zu stellen, und versuchte 1906, zum Gouverneur gewählt zu werden. Nachdem er bei den Wahlen gescheitert war, zog sich Hearst aus der Politik zurück und widmete sich nur noch seinem Zeitungsimperium.
Nach dem Spanisch-Amerikanischen Krieg distanzierte sich Pulitzers New York World von dieser Art Journalismus und betrieb den schonungslosen, gut recherchierten, investigativen Journalismus. Dies brachte ihn und seine Zeitung in große Schwierigkeiten, als er 1909 den Bestechungsskandal um den Panamakanal aufdeckte, bei der die USA die Zahlung von 40 Millionen US-Dollar unter dem US-Präsidenten Theodore Roosevelt an die „French Panama Canal Company“ leistete. Pulitzer wurde daraufhin von Roosevelt und dem Finanzier J. P. Morgan verklagt. Aus dem Verleumdungsprozess ging Pulitzer siegreich hervor, was er als Sieg des freien Journalismus feierte und ihn noch populärer machte. Die World war noch vor Pulitzers Tod im Jahre 1911 eine breit-respektierte Publikation und blieb bis zu ihrer Einstellung 1931 eine führende progressive Zeitung.

### Ansehen und Geltung der Zeitungen
Der abwertende Begriff Infotainment wurde in jüngerer Zeit geprägt und bezieht sich auf meistens harmlose Nachrichtensendungen, die ernste Themen meiden, aber eine Mischung zwischen „weichem“ Journalismus und Unterhaltung herstellen, statt wesentlichere Nachrichten zu betonen. Infotainment umfasst die Sex-Skandale von prominenten Personen, dramatisierte Kriminalberichterstattungen und ähnliche Nichtigkeiten, wodurch es an die Masche der Yellow Press grenzt.
Corporate Media ist ein weiterer abwertender Begriff, wenn Medien-Unternehmen mit Tochtergesellschaften, die in verschiedenen Branchen tätig sind, ihre geschäftlichen Interessen im Widerspruch zum öffentlichen Interesse anwenden. Zum Beispiel können solche Medien prägnante Berichterstattungen über einflussreiche Konzerne vermeiden, oder begrenzen die Information der Öffentlichkeit über geplante staatliche Regulierung der Medienbranche. Manche Absprachen zwischen Politik, Wirtschaft und Medien-Welt bringen Vorwürfe von illegalen oder unethischen Praktiken, über Betrug und Verstöße gegen das Kartellrecht an den Tag.
Während nichtssagendes Infotainment und unethische Praktiken der Corporate Media als „gelb“ im Sinne von „feige“ betrachtet werden können, bezieht sich der Begriff Boulevardjournalismus traditionell auf Nachrichtenorganisationen, bei denen eine Kombination aus Sensationslust, Profitgier, Propaganda, journalistischer Voreingenommenheit oder Chauvinismus die Dominanz übernimmt, wobei mit einer sachlichen Berichterstattung das öffentliche Vertrauen in den Journalismus gestärkt würde. Wenn man Abstufungen der Voreingenommenheit von Journalisten vornehmen kann, dann ist der Yellow-Journalismus als weniger subtil und grober in Inhalt und Ausführung als der media bias (Voreingenommenheit der Medien) anzusehen.
Eine aktuelle wahrgenommene Kluft führt daher eher zu einer Segmentierung, je nachdem, wie „Nachrichten“ definiert werden. Die Öffentlichkeit assoziiert „Nachrichten“ immer noch mit „Journalismus“. Heute jedoch gehört die allgemeine Definition von Nachrichten nicht mehr in den Bereich von Journalisten, sondern auf breiterer Ebene in die Domäne der Fernseh- und Internetmedien. Die Verbreitung von Web-Medien hat in einem gewissen Sinne die journalistische Ethik neu bestätigt. Meldungen, die sich der Leserschaft anpassen, werden eher als maßgeblich angesehen. Die Unternehmen ziehen das allgemeine Publikum mit „Pseudo-Nachrichten“ an, die jeder zu seinen Gunsten mit themenbasierter Unterhaltung und mit seinen „Nachrichten“ mischen kann, um einer rückläufigen Tendenz im Absatzmarkt entgegenzuwirken.

## Zeitungsketten und Konsortien 1920–1960
Die Zeitungen in den Vereinigten Staaten hatten in der ersten Hälfte des 20. Jahrhunderts einen dramatischen Rückgang zu verzeichnen. Von 20 Tageszeitungen in New York City blieben 1940 noch acht Tageszeitungen übrig. Im selben Jahr gab es in den Vereinigten Staaten 25 Städte mit einer Bevölkerung von mehr als 100.000 Einwohnern, die nur über eine Tageszeitung verfügten. Darüber hinaus war eine wachsende Anzahl der überlebenden Zeitungen nicht im Besitz von lokalen Bürgern, sondern in der Hand großer nationaler Zeitungsketten. In den ersten Jahrzehnten des Jahrhunderts begannen immer mehr Verleger mit der Konkurrenz zu fusionieren. Die Zusammenfassung der verschiedenen Zeitungen unter einem Verlagsdach war ein besonderes Merkmal der Presselandschaft in den USA. Diese Pressekonzentration ist bis heute noch nicht abgeschlossen.

### Frank Andrew Munsey
1914 vereinigte sich in Chicago die Ocean mit dem Record-Herald und wurde in The Herald umbenannt, der 1918 seinerseits mit dem Examiner zusammengeführt wurde, so dass in Chicago nur zwei Morgenzeitungen übrig blieben. 1916 konsolidierte der Zeitungsverleger Frank Andrew Munsey in New York City die New York Press mit der ehrwürdigen New York Sun, die von Charles A. Dana von 1868 bis 1897 herausgegeben wurde.

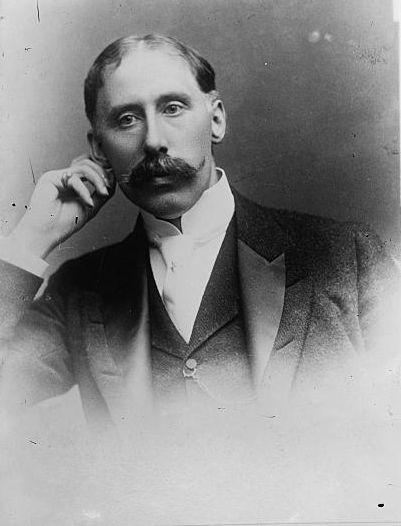
Frank Andrew Munsey (1854–1925), amerikanischer Zeitungsherausgeber

1920 kaufte Munsey Bennetts alten Herald und die damit verbundene Evening Telegram und vereinigte die beiden Blätter. 1924 verkaufte Munsey den Herald an die Eigentümer von Greeleys alter Tribune, woraus aus den beiden Blättern die Herald Tribune geschaffen wurde. Frank Munsey, als „großer Henker von Zeitungen“ bekannt, kaufte die Globe und die Mail, um beide Zeitungen in der daraus resultierenden Konsolidierung zu schließen. Die vielleicht am meisten betrauerte Zeitung in New York City, in dieser Zeit war der Untergang der World, die von den Erben Pulitzers 1931 an Scripps-Howard verkauft wurde. Die Morning World war verschwunden, die Evening World wurde mit der Evening Telegram einer Zeitung von Scripps-Howard, die er aus der Zeitungssammlung von Munsey ausgewählt hatte, zusammengeführt. Aus der Fusion dieser Blätter wurde das World-Telegram geschaffen.

### Scripps-Howard
Das Vertrauen von Edward Willis Scripps in das freie Unternehmertum und der Demokratie ermöglichte es ihm, die erste Zeitungskette in den Vereinigten Staaten zu schaffen, womit er einen wesentlichen Beitrag zum neuen Journalismus seiner Zeit lieferte. 1894 bildete Scripps zusammen mit McRae die erste große US-Zeitungskette, die Scripps-McRae League of Newspapers. Bis 1914 war die Scripps-McRae League, die mit der Cleveland Penny Press und der Cincinnati Post begann, auf 23 Zeitungen angewachsen, die Scripps mit finanzieller Unterstützung seiner Schwester Ellen erwarb.
Unzufrieden mit den telegraphischen Nachrichten aus der Associated Press, organisierte Scripps 1897 die Scripps-McRae Press Association, die 1907 die United Press Association und nach 1958 die United Press International wurde. 1922 verlegte E. W. Scripps seinen Interessen und sein Sohn bildete mit Roy W. Howard die Scripps-Howard Zeitungskette, aus der später die EW Scripps Company wurde. Sie besitzt neben den Zeitungen noch vielfältige Media Holdings.

### Hearst Medienkonzern

William Randolph Hearst, amerikanischer Verleger und Medien-Tycoon (etwa 1905)

Um den San Francisco Examiner herum baute Hearst sein Medienimperium auf. Im Rahmen seiner politischen Ambitionen eröffnete Hearst auch Zeitungen in anderen Städten, darunter Chicago, Los Angeles und Boston. Von Mitte der 1920er Jahre an war Hearst Herausgeber einer landesweiten Medien-Kette von 28 Zeitungen, darunter der Los Angeles Examiner, den Boston American, Chicago Examiner, die Detroit Times, dem Seattle Post-Intelligencer, der Washington Times, den Washington Herald und sein Flaggschiff, der San Francisco Examiner. 1924 eröffnete er den New York Daily Mirror, eine Boulevardzeitung freimütig in der Nachahmung der New York Daily News. Außerdem gehörten zu seinem Imperium die Zeitschriften Cosmopolitan und Harper’s Bazaar, die Nachrichtendienste Universal News und den International News Service, King Features Syndicate, die Filmgesellschaft Cosmopolitan Productions sowie mehrere Immobilien. Durch seinen Einfluss unterstützte Hearst 1932 den Demokraten Franklin D. Roosevelt bei seiner Nominierung zum Präsidentschaftskandidat. Allerdings brach er 1935 mit Roosevelt, weil dieser keine Zulage zu den Veteranen-Fonds zahlen wollte. Danach wurde die Hearst-Kette der erbitterte Feind des New Deal, eines Bündels von Wirtschafts- und Sozialreformen in den USA. Da auch andere Zeitungsketten ebenso feindlich gegen Roosevelt eingestellt waren, hatte er bei seiner zweiten Präsidentschaftskandidatur 1936 nur die Unterstützung von 10 % der landesweiten Zeitungen. Der Name Hearst steht seither als Synonym für den Typus des aggressiven, machtsüchtigen Medienmoguls. Hearst setzte seine Blätter bedenkenlos für seine politischen Ambitionen ein, im Stile eines Moguls regierte er sein Medienreich von Castle San Simeon aus, einem riesigen Landsitz an der Westküste, wo er residierte.

### Frank Gannett
1906 gründete Frank Gannett das Unternehmen mit dem Kauf der Lokalzeitung Elmira Gazette, im US-Bundesstaat New York. Er erwarb die Gazette für 20.000 US-Dollar und das verlustmachende Konkurrenzblatt Star gleich mit. Gannetts Ziel war die Bildung lokaler Zeitungsmonopole. Bis zu seinem Tod 1957 hatte Gannett 21 Zeitungen gesammelt, vorwiegend waren es Regionalblätter aus dem Staat New York. Sein Nachfolger Paul Miller expandierte in größere Städte, sogar bis nach Honolulu und Guam. 1995 wurde die Firma Multimedia Inc. erworben. Durch diesen Kauf verfügte Gannett über zehn weitere Lokal- und Regionalzeitungen, fünf TV-Stationen und zwei Radiosender. In fünf US-Bundesstaaten war Multimedia Inc. außerdem Betreiber von Kabelnetzen, die 1999 an Cox Communications verkauft wurden. Im Jahr 2000 erwarb Gannett die Zeitungskette Central Newspapers Inc. und 21 Zeitungen von der kanadischen Firma Thompson. Gannett besitzt 85 Tageszeitungen in den USA, darunter USA Today, The Cincinnati Enquirer, The Des Moines Register, Army Times und Navy Times und ist somit die größte Zeitungskette der USA mit einer täglichen, verkauften Gesamtauflage von etwa 7,2 Millionen Exemplaren. Des Weiteren gibt Gannett 800 US-Zeitschriften heraus.

### Samuel I. Newhouse
Die Advance Publications wurde durch Samuel I. Newhouse gegründet. Er hatte bereits früh eine Tageszeitung gemanagt, 1922 kaufte er sein erstes eigenes Blatt, den Staten Island Advance, 1950 gehörten ihm diverse Lokalzeitungen von New York bis Alabama. 1959 kaufte Newhouse den Zeitschriftenverlag Condé Nast – angeblich als Geschenk für seine Frau zum Hochzeitstag. Samuel I. Newhouse starb 1979 und vererbte seinen Söhnen neben der Firma auch ein fulminantes Verfahren mit dem Finanzamt wegen der Besteuerung des Erbes, das sich bis 1990 hinzog, dann aber zugunsten der Newhouses ausging.

## Wettbewerb Fernsehen und Internet ab 1970
Neue Drucktechnik und die Einführung des Computers in den Redaktionen ermöglichte es den Zeitungen, Produktionskosten einzusparen und trotzdem die frühere Qualität und das Aussehen der Zeitung beizubehalten. Erst mit der Einführung der USA Today 1982 veränderte sich jedoch das traditionelle Zeitungslayout grundlegend. Nach den Ideen des Gründers Allen Neuharth sollte die Zeitung sich am veränderten Konsumverhalten von Fernsehzuschauern mit wenig Zeit orientieren und Nachrichten durch einfache, knappe und prägnante Texte, aber auch mit Hilfe optischer Mittel so aufbereiten, dass sie jedermann versteht. Über die farbigen Fotos und das moderne Layout machten sich andere Zeitungsverlage anfangs noch lustig. Die kurzen Artikel taten sie als trivial ab. Doch der Erfolg der Zeitung belehrte sie eines Besseren und viele Verlage zogen bald selbst nach und kopierten Stil und Layout der USA Today.
Heutzutage sind die Zeitungen in Amerika nicht nur der Konkurrenz durch das Fernsehen ausgesetzt, sondern auch eine Reihe anderer zielgruppenspezifischer und spezialisierter Medien, einschließlich persönlicher „Web Services“, lokales Kabelfernsehen, das interaktive Fernsehen, gezielte Spartenpublikationen, Kataloge und „Direktmail-Anbieter“. Zunehmend vertrauen deshalb auch Zeitungen auf die neue Technik. Im Internet können elektronische Zeitungsexemplare auf Taschencomputer, sogenannte „hand-helds“ verschickt werden und auf dem eigenen Rechner ausgedruckt werden.

### Konkurrenz Fernsehen
Das Ende des Zeitraums von etwa zwei Jahrhunderten, in denen die Zeitung die dominante Nachrichtenquelle in Amerika war, kam mit der Ankunft des Fernsehens nach dem Zweiten Weltkrieg. Der durchschnittliche US-Bürger schaut mehr als sieben Stunden pro Tag Fernsehen, wodurch die zur Verfügung stehende Zeit zum Zeitunglesen drastisch zurückging. 1940 gab es in den Vereinigten Staaten für je zwei Erwachsene eine Zeitung, bis 1990 wurde eine Zeitung auf drei Erwachsene verteilt. Laut Umfragen ist der Anteil der erwachsenen US-Bevölkerung, die täglich eine Zeitung lesen, von 85 % im Jahr 1946 auf 73 % 1965 und 1985 bis auf 55 % gesunken. Die Satellitentechnologie ermöglichte es den US-Fernsehsendern, insbesondere den Kabelsendern, ein weltweites Publikum zu erreichen. Interaktive Medien, angeregt durch den Fortschritt der Digitaltechnologie und dem Verschmelzen von Computer, Telefon und Kabelfernsehen, stellen den vorherrschenden Trend am Ende des 20. und zu Beginn des 21. Jahrhunderts dar.

### US-Zeitungen Online
Schnelligkeit und Aktualität waren lange Zeit die Stärke der Zeitungen. Die Nachrichtenagenturen bauten ihren Ruf darauf auf, als Erste die wichtigen Nachrichten, die Leser normalerweise in ihrer Regionalzeitung fanden, zu liefern. Die Unmittelbarkeit des Fernsehens nahm den Druckmedien diesen Vorteil. Heute hat das Internet seine eigenen Vorteile im Bereich Geschwindigkeit und Aktualität. Über 71 % der Internet-Nutzer, oder 53 % aller erwachsenen US-Bürger, erhalten ihre Nachrichten online. Dabei haben 65 % der Online-Nachrichten Verbraucher keine bestimmte Nachrichten-Website, die sie dauernd besuchen. Mehr als 100 US-Zeitungen und Zeitschriften sind im Internet vertreten. Zeitungen haben nun wieder eine Vorreiterrolle eingenommen, indem sie aktuelle Nachrichten auf ihren Webseiten präsentieren und ihre Markenidentität durch Neuerungen wie Online-Nachmittagsausgaben erweitern. Im Jahr 2008 erhöhte sich die Zahl der US-Bürger, die sich im Internet auf den 50 wichtigsten Nachrichtenseiten informierten, um 24 %. Trotz Zuwachs sind die Erlöse im Internet kaum gestiegen.
Die Web-Technologie hat dazu beigetragen, dass die traditionelle Aufsichtsfunktion der Journalisten gestärkt wurde. Sie haben nun effizientere Quellen, um an Informationen zu gelangen. Die Möglichkeit, Dokumente zu durchsuchen, Hintergrundinformationen und historischen Kontext zusammenzustellen und verbindliche Quellen zu identifizieren, haben das journalistische Handwerkszeug erweitert. Es hat auch zu einer grundlegend neuen Kultur geführt, die durch Interaktivität, weniger Regeln und weniger Beschränkungen gekennzeichnet ist.

### Allgemeine Unruhe
Nach 1950 wuchs die Zeitungsleserschaft langsamer als die US-Bevölkerung. Nachdem 1990 die Zahl der Leser zu sinken begonnen hatte, ging die Anzahl der Zeitungen ebenfalls zurück, speziell die Nachmittagsblätter sind im Angesicht der Fernsehnachrichten zusammengebrochen. Allerdings war der Verkauf von Werbung stark geblieben und sie warf immer noch hohe Gewinne ab. 2002 beliefen sich die Werbeeinnahmen der Zeitungen in Höhe von 44 Milliarden US-Dollar. Laut Morton Research, einem Marktforschungsunternehmen, verdienten im Jahr 2003 die 13 wichtigsten börsennotierte Unternehmen eine durchschnittliche Zeitungsumsatzrendite von 19 %.
Die Zeitungen in den Vereinigten Staaten befinden sich schon seit mehreren Jahren in einer schweren Krise. In den vergangenen fünf Jahren ist die verkaufte Auflage der Tageszeitungen um fünf Prozent zurückgegangen. 1998 lasen insgesamt 62 Millionen US-Bürger eine Tageszeitung. Bei den 18- bis 35-jährigen US-Bürgern lesen nur 28 % regelmäßig eine Zeitung. Die Gründe sind die stärkere Nutzung elektronischer Medien durch die jüngere Generation, Zeitverknappung und weniger Bindung an lokale Medien aufgrund der größeren Mobilität der Bevölkerung.
Ein weiteres Problem ist der schwindende Werbemarkt. Zwar sind die Zeitungen immer noch Hauptwerbeträger, doch die Konkurrenz durch elektronische Medien wächst. Für viele der stark lokal ausgerichteten Tageszeitungen ist der Kleinanzeigenmarkt die Haupteinnahmequelle. Diese Rubrik ist neuerdings durch die Konkurrenz des Internets gefährdet, da nach aktuellen Schätzungen 20 % der Ausgaben für Kleinanzeigen von den Werbungstreibenden in naher Zukunft auf das Internet verlagert werden.
Fusionen, wie sie Hearst, Pulitzer, Munseys und Scripps zur Jahrhundertwende betrieben haben, belegen Konzentrationstendenzen, die schon damals Medienexperten beunruhigten. Gleichwohl hat sich der Konzentrationsprozess seither mehr beschleunigt, als sich dies die kritischsten Beobachter der amerikanischen Presseszene der zwanziger Jahre je hätten träumen lassen. Die Zahl der Tageszeitungen hat von 1745 im Jahre 1980 auf 1489 im Jahre 1998 kontinuierlich abgenommen.
Im Jahr 2006 hatten die amerikanischen Tageszeitungen den stärksten Rückgang ihrer Auflagen in der jüngeren Geschichte zu verzeichnen. Dies setzt einen jahrzehntelangen Trend fort und ergänzt die Leiden einer reifen Branche, die schon jetzt mit Entlassungen und mit Blick auf den möglichen Verkauf einiger ihrer Flaggschiffe, kämpft. Darüber hinaus sank der Kioskverkauf von Zeitschriften um mehr als vier Prozent auf über 48,7 Millionen Exemplaren. Laut Time Magazine, ist der größte Rückgang bei den inländischen Wochenzeitungen zu verzeichnen. Analysten verwiesen auf die verstärkte Nutzung des Internets und stellten fest, dass 2006 mehr Menschen die New York Times online als in Papierform lesen. Mit dem steigenden Bildungsniveau, steigt auch die Zahl der Zeitungsleserschaft. Diese positive Entwicklung wurde durch Auswahl von Personen in jeder Altersgruppe festgestellt.
Die Auflagen der US-Zeitungen sind zwischen April und September 2009 um 10,6 % im Vergleich zum Vorjahreszeitraum gesunken. Laut Audit Bureau of Circulations, das Fachinstitut des US-Zeitungsverlegerverbands, hat die Gesamtauflage der 379 größten US-Zeitungen Ende September 2009 wochentags nur noch 30,4 Millionen Exemplare betragen. Die Auflage der USA Today sank binnen eines Jahres um 17,1 % auf 1,9 Millionen Exemplaren. Auch andere große US-Zeitungen mussten herbe Rückschläge hinnehmen: Die New York Times büßte bis September 2009 im Vergleich zum Vorjahr 7,3 % ein und hat jetzt unter der Woche eine tägliche Auflage von 928.000 Exemplaren. Die Los Angeles Times büßte 11 % ihrer Auflage ein und The Washington Post verlor 6,4 % an Auflage. Auch bei der Leserschaft zeichnet sich aufgrund des Generationenwechsels langfristig ein weiterer Einbruch ab, mit jeder Generation fällt der Anteil der Zeitungsleser um etwa 30 %.
Die Probleme der US-Presse machen auch nicht vor den großen US-Zeitungen halt. Infolge der Finanzkrise sind die Anzeigenerlöse dramatisch eingebrochen. Hinzu kommt der Erfolg der Online-Ableger. Ihre Online-Ausgaben eingerechnet, erreichen viele Zeitungen zwar mehr Leser als je zuvor. Doch die Verluste im Zeitungsgeschäft konnten bisher nicht durch die zusätzlichen Einnahmen im Internet ausgeglichen werden. Studien zufolge haben die Verlage etwa 20 % ihrer Werbeeinnahmen verloren. Diese ohnehin dramatische Entwicklung verschärft sich nun durch die weltweite Wirtschaftskrise. Eine ganze Reihe von Zeitungshäusern hat daher in den vergangenen Monaten Insolvenzschutz angemeldet, so etwa die Tribune Corporation, Verlegerin der Chicago Tribune, der Los Angeles Times und des Hartford Courant, oder das Verlagshaus Philadelphia Newspapers, das den Philadelphia Inquirer herausgibt.
Die US-Medienkrise versetzt vielen Zeitungen den Todesstoß. Lange, bevor sich im Herbst 2008 das Banken- und Finanz-Fiasko zuspitzte, steckte die amerikanische Zeitungsbranche bereits tief in der Krise. Insgesamt 19 der 50 größten US-Zeitungen schrieben schon damals rote Zahlen. Viele von ihnen sind zum Spielball von Hedgefonds, Private-Equity-Investoren und Spekulanten geworden. Insgesamt wurden bei amerikanischen Zeitungen seit 2008 über 15.000 Stellen gestrichen. Gemäß Analysen in Wirtschaftszeitungen ist diese Entwicklung unumkehrbar. Zeitungsverlage werden nie wieder zu ihrer einstigen Größe, das heißt auch zu den einstigen Gewinnen, zurückfinden. Um ihr Geschäft überhaupt profitabel weiter betreiben zu können, müssen sie sich neu orientieren.

### Fremdsprachige US-Zeitungen
Obwohl in den großen Städten eine Vielzahl von Tageszeitungen auf den Markt waren, fühlten sich viele Einwanderer nicht mit ihren Standpunkten und Interessen vertreten. Eine Lösung dieses Problems war die Veröffentlichung von Zeitungen in der Sprache der jeweiligen Gruppen von Einwanderern. Die erste fremdsprachige Zeitung in den Vereinigten Staaten war eine deutsche Zeitung, die mit Unterstützung von Ben Franklin in German Town, in der Nähe von Philadelphia herausgegeben wurde. Eine französische Tageszeitung, der Courrier Francais, wurde von 1794 bis 1798 in Philadelphia veröffentlicht. Frühe spanische Zeitungen erschienen 1808 in New Orleans und 1813 in Texas. Die erste native-amerikanische Zeitung, die Cherokee Phoenix, wurde 1828 in Georgia gedruckt. 1897 erschien in New York die erste jüdische Zeitung Daily Forward, in jiddischer Sprache gedruckt, wurde auch als Lokalausgaben in elf weiteren Städten bis 1923 herausgegeben. Zudem wurden walisische, italienische, polnische und ungarische Zeitungen in Nordamerika herausgegeben. Die Einwanderungswelle in amerikanische Städte in den ersten Jahrzehnten des 20. Jahrhunderts erhöhte die Nachfrage nach fremdsprachigen Zeitungen. Gemäß der Statistik der Medienhistoriker Edwin Emery und Michael Emery waren 1914 in den Vereinigten Staaten 160 fremdsprachige Tageszeitungen auf dem Markt und stiegen bis 1917 auf insgesamt 1323 Exemplare an.

#### Spanische und asiatische US-Zeitungen
Im Jahre 2003 schätzte die Latino Print Network die Gesamtauflage aller Hispanics-Zeitungen in den Vereinigten Staaten auf 16,2 Millionen Exemplare. 46 spanische Publikationen veröffentlichten überwiegend Wochenzeitungen mit einer Gesamtauflage von 3,6 Millionen US-Dollar. Von 1990 bis 2000 stieg die Zahl der spanischen Zeitungen auf dem US-Markt von 355 auf 652.
Im Jahre 1976 begann The Miami Herald damit, eine Seite in spanischer Sprache, El Herald genannt, in seiner Ausgabe einzufügen. Diese Seite wurde 1987 als El Nuevo Herald wiedergeboren und als eine tägliche Ergänzung zu dem Miami Herald herausgegeben. 1998 wurde der El Nuevo Herald von der Miami Herald unabhängig und hatte bis 2003 eine durchschnittliche Tagesauflage von 90.300 Exemplaren. Die El Diario La Prensa wurde 1963 durch den Zusammenschluss von El Diario de Nueva York (gegründet 1947) und der La Prensa (1913 gegründet von Rafael Viera) als Roy O. Chalk beide Blätter kaufte. Im Jahr 1981 wurde das Blatt für 10 Millionen US-Dollar von der Gannett Company aufgekauft. Die El Diario La Prensa ist die größte und älteste spanischsprachige Tageszeitung in New York City und in den Vereinigten Staaten, sie hat derzeit 294.769 tägliche Leser (Stand 1999).
2003 brachten die Zeitungsverlage Tribune Co., Belo Corp. und Knight Ridder spanischsprachige Tageszeitungen auf den US-Markt. Im Jahre 2002 machten die Hispanics-Zeitungen und Zeitschriften einen Umsatz von 13 Milliarden US-Dollar. Zum Vergleich: Der operative Konzernumsatz 2002 für Knight Ridder der 32 Zeitungen im Konzernbesitz hat, war 2,8 Milliarden US-Dollar. Obwohl die Leserschaft begrenzt blieb, hatte New York City bereits zwei spanischsprachige Tageszeitungen mit einer Gesamtauflage von etwa 100.000 Exemplaren, sowie Tageszeitungen aus Puerto Rico und der Dominikanischen Republik. Im Vergleich zur Populationsgröße von New York City (Stand 1998), war der Hispanic-Zeitungsanteil minimal. 27 % der Einwohner von New York City waren spanischer Herkunft, wobei der spanische Anteil in der Bronx (1,3 Millionen Einwohner) 48 % betrug. Louis Sito forderte von Raymond A. Jansen, das die Newsday statt wöchentlich nun täglich veröffentlicht wurde. Am 16. November 1998 startete die Hoy mit einer Auflage von 25.000 Exemplaren, bis 2003 wurden allein im New Yorker U-Bahn-Bereich täglich 91.000 Hoy-Exemplare verkauft. In Dallas-Fort Worth leben 1,3 Millionen hispanische Zeitungsleser, das sind 22 % der Bevölkerung in diesem Bereich, und bis 2006 wurde von einem Anstieg dieses Marktes auf schätzungsweise 38 % ausgegangen. Die Dallas Morning News entwickelte für das Latino-Publikum die Zeitung Al Día, die montags bis samstags erscheint und im September 2003 mit einer Belegschaft von 50 Mitarbeitern, einer Startauflage von 40.000 Exemplaren und einen Zeitungsstandpreis von 25 US-Cent debütierte. Die Diario La Estrella begann 1994 als Dual-Insert Sprache des Fort Worth Star-Telegram und wuchs erst in einer spanischen Stand alone Zeitung, die zweimal wöchentlich mit einer Gesamtauflage von 75.000 Exemplaren kostenlos über Kioske und selektiver Hauslieferung verteilt wird.
Mit der bemerkenswerten Ausnahme des Viet Mercury, eine wöchentlich herausgegebene US-Zeitung in vietnamesischer Sprache von Knight Ridder veröffentlicht, haben die US-Medien-Unternehmen allgemein den asiatischen Markt gemieden, obwohl Tageszeitungen in Chinesisch, Koreanisch oder Vietnamesisch in New York, San Francisco, Los Angeles und anderen Städten der USA florieren. Das World Journal ist eine Tageszeitung in chinesischer Sprache und dient den Auslandschinesen in Nordamerika. Die größten Mitbewerber sind die Sing Tao und Korea Times, die jeweils im Besitz von internationalen Medienkonzerne in Taiwan, Hongkong und Seoul sind.